# Франція на літніх Олімпійських іграх 1900
Франція брала участь в Літніх Олімпійських іграх 1900 року в Парижі (Франція) в другий раз за всю свою історію і здобула 26 золотих, 41 срібну і 34 бронзові медалі. Команда складалась з більше 708 чоловік, в тому числі - 12 жінок.. Країна зайняла перше місце в загальному заліку.
Курсивом показані спортсмени, чиї результати дораховувались змішаній команді.

## Медалісти

### Золото
| Золото | |                                                   |
| №      | Спортсмени | Вид спорту (дисципліна)                           |
| 1      | Анрі Барле | Академічне веслування (одиночки)                  |
| 2      | Анрі Азубрук, Анрі Бюкер, Еміль Дельшамб, Жан Ко, Шарло | Академічне веслування (четвірки з керманичами)    |
| 3      | Жорж Теланд'є | Велоспорт (спринт)                                |
| 4      | Луі Баст'єн | Велоспорт (25 кілометрів)                         |
| 5      | Домінік Гардер | Кінний спорт (стрибки в висоту)                   |
| 6      | Г. Амуа | Крокет (одиночки, один м'яч)                      |
| 7      | Ш. Уіделі | Крокет (одиночки, два м'яча)                      |
| 8      | Г. Амуа, Г. Жоен | Крокет (пари)                                     |
| 9      | Мішель Теато | Легка атлетика (марафон)                          |
| 10     | П'єр Жерве | Вітрильний спорт (до 0,5 тони)                    |
| 11     | Еміль Сакре | Вітрильний спорт (до 0,5 тони)                    |
| 12     | Еміль Біллар, П'єр Перкю | Вітрильний спорт (10-20 тони)                     |
| 13     | Шарль де Вандвіль | Плавання (підводне плавання)                      |
| 14     | А. Альберт, Леон Бінош, Шарль Гондуан, Жан Гі Гот'є, Огюст Жіру, Константин Енрікес де Зубейра, Жан Колля, Юбер Лефебр, Віктор Ляршанде, Жозеф Олів'є, Франц Рейшель, Андре Рішман, Андре Рузвельт, Еміль Саррад, Александр Фарамон, Владімір Аітофф, Жан Ерве | Регбі (чоловіки)                                  |
| 15     | Гюстав Сандра | Спортивна гімнастика (індивідуальне верховенство) |
| 16     | Моріс Ларруй | Стрільба (швидкісний пістолет, 25 метрів)         |
| 17     | Ахілл Парош | Стрільба (гвинтівка лежачи, 300 метрів)           |
| 18     | Роже де Барбарен | Стрільба (трап)                                   |
| 19     | Еміль Грюм'є | Стрільба з лука (я ля пірамід)                    |
| 20     | Анрі Еруен | Стрільба з лука (кордон доре, 50 метрів)          |
| 21     | Ежен Мужен | Стрільба з лука (шапеле, 50 метрів)               |
| 22     | Альбер Айя | Фехтування (шпага серед маестро)                  |
| 23     | Альбер Айя | Фехтування (шпага серед маестро і маестро)        |
| 24     | Еміль Кост | Фехтування (рапіра)                               |
| 25     | Люс'єн Меринь'як | Фехтування (рапіра серед маестро)                 |
| 26     | Жорж де ля Фалез | Фехтування (шабля)                                |

### Срібло
| Срібло | |                                                  |
| №      | Спортсмени | Вид спорту (дисципліна)                          |
| 1      | Андре Годен | Академічне веслування (одиночки)                 |
| 2      | Луї Мартіне, Рене Валефф | Академічне веслування (двійки з керманичами)     |
| 3      | Еміль Вегелен, Жорж Люмп, Шарль Перрен, Даніель Субейран | Академічне веслування (четвірки з керманичами)   |
| 4      | Моріс Дуркуетті, Ечегерай | Баскська пелота (чоловіки)                       |
| 5      | Фернан Сан | Баскська пелота (спринт)                         |
| 6      | Луї Гільдебранд | Баскська пелота (25 кілометрів)                  |
| 7      | Вільям Андерсон, В. Аттриль, У. Браунінг, Д. Брейд, Т. Жордан, Артур Мак-Івой, Р. Орн, Д. Робінсон, Ф. Рокве, Анрі Террі, Філіпп Томалін, Альфред Шнейдо                 | Крикет (чоловіки)                                |
| 8      | Г. Жоен | Крокет (одиночки, один м'яч)                     |
| 9      | Він'єро | Крокет (одиночки, два м'яча)                     |
| 10     | Анрs Делож | Легка атлетика (біг на 1500 метрів)              |
| 11     | Еміль Шампіон | Легка атлетика (марафон)                         |
| 12     | Анрі Тозен | Легка атлетика (біг на 400 метрів з перешкодами) |
| 13     | Анрі Делож, Андре Кастан'є, Гастон Рагено, Мішель Шампудрі, Жак Шастан'є                                                                                                 | Легка атлетика (біг на 5000 метрів серед команд) |
| 14     | Роберт Лінзел'є, Жан Текс'є, Жан-Батіст Шарко | Вітрильний спорт (до 0,5 тони)                   |
| 15     | Роберт Лінзел'є, Жан Текс'є, Жан-Батіст Шарко | Вітрильний спорт (до 0,5 тони)                   |
| 16     | Жак Бодр'є, Жюль Валтон, Жан Лебре, Ф. Маркотт, Вільям Мартін | Вітрильний спорт (0,5-1 тони)                    |
| 17     | Август Альберт, Дюваль, Шарль Хуго, Ф. Віламітьяна | Вітрильний спорт (1-2 тони)                      |
| 18     | Годіне, Дос'є, Міаляре, Сюссе | Вітрильний спорт (2-3 тони)                      |
| 19     | Годіне, Дос'є, Міаляре, Сюссе | Вітрильний спорт (2-3 тони)                      |
| 20     | Моріс Гуффле, Робер Гуффле, Шарлі Гьюро, А. Дюбо, Ж. Дюбо | Вітрильний спорт (3-10 тони)                     |
| 21     | Жан Деказе | Вітрильний спорт (10-20 тон)                     |
| 22     | Реймон Бассе, Шарль Гондуан, Константин Енрікес де Зубейра, Жан Колля, Жозеф Роффо, Еміль Саррад                                                                         | Перетягування канату                             |
| 23     | Ж. Бертран, Вербекке, Виктор Каде, Виктор Ошпье, Морис Ошпье | Плавання (200 метрів серед команд)               |
| 24     | Андре Сікс | Плавання (підводне плавання)                     |
| 25     | Ноель Ба | Спортивна гімнастика (індивідуальне першенство)  |
| 26     | Леон Моро | Стрільба (швидкісний пістолет, 25 метрів)        |
| 27     | Ахілл Парош | Стрільба (пістолет, 50 метрів)                   |
| 28     | Ахілл Парош, Луї Дюффуа, Леон Моро, Жюль Трініте, Моріс Лекок | Стрільба (пістолет серед команд, 50 метрів)      |
| 29     | Рене Гюйо | Стрільба (трап)                                  |
| 30     | Огюст Серрюр'є | Стрільба з лука (а ля ерш)                       |
| 31     | Огюст Серрюр'є | Стрільба з лука (а ля пірамід)                   |
| 32     | Віктор Тібо | Стрільба з лука (кордон доре, 33 метри)          |
| 33     | Віктор Тібо | Стрільба з лука (шапеле, 33 метри)               |
| 34     | Анри Ель | Стрільба з лука (шапеле, 50 метрів)              |
| 35     | Елен Прево | Теніс (жіночий одиночний розряд)                 |
| 36     | Луї Перре | Фехтування (шпага)                               |
| 37     | Еміль Буньоль | Фехтування (шпага серед маестро)                 |
| 38     | Анрі Массон | Фехтування (рапіра)                              |
| 39     | Альфонс Кіршофер | Фехтування (рапіра серед маестро)                |
| 40     | Леон Тібо | Фехтування (шабля)                               |
| 41     | П'єр Альман, Луї Бак, Альфред Блок, Вержіль Гайяр, Жорж Гарн'є, Р. Гранжан, Р. Дюпар, Фернан Канель, Марсель Ламбер, Моріс Макен, Гастон Пельт'є, Ежен Фрайс, Люс'єн Юто | Футбол (чоловіки)                                |

### Бронза
| Бронза |                                                                                      |                                                                                                 |
| №      | Спортсмени                                                                           | Вид спорту (дисципліна)                                                                         |
| 1      | Карлос Дельтур, Антуан Ведренн, Рауль Паолі                                          | Академічне веслування (двійки з керманичами)                                                    |
| 2      | Огюст Домен                                                                          | Велоспорт (25 кілометрів)                                                                       |
| 3      | Ежен Кулон, Леріш, Луї Мартен, Дезіре Мерше, Шарль Трефель, Фав'є, Фардель           | Водне поло (чоловіки)                                                                           |
| 4      | Томас Берджесс, Поль Вассер, Девено, Альфонс Декупер, Луї Лофре, Анрі Песл'є, Песлуа | Водне поло (чоловіки)                                                                           |
| 5      | Луї де Шамсавен                                                                      | Кінний спорт (конкур)                                                                           |
| 6      | П'єр де Бельгард                                                                     | Кінний спорт (стрибки в довжину)                                                                |
| 7      | Ш. Уіделі                                                                            | Крокет (одиночки, один м'яч)                                                                    |
| 8      | Ж. Сотер'є                                                                           | Крокет (одиночки, два м'яча)                                                                    |
| 9      | Жак Шастан'є                                                                         | Легка атлетика (біг на 2500 метрів з перешкодами)                                               |
| 10     | Еміль Торшбіф                                                                        | [[Легка атлетика на літніх Олімпійських іграх 1900\|Легка атлетика] (стрибки в довжину з місця) |
| 11     | Анрі Монно, Леон Телл'є, Гастон Колл'є                                               | Вітрильний спорт (до 0,5 тон)                                                                   |
| 12     | П'єр Жерве                                                                           | Вітрильний спорт (до 0,5 тон)                                                                   |
| 13     | Марсель Меран, Фредерік Мішле, Ежен Мішле                                            | Вітрильний спорт (0,5-1 тони)                                                                   |
| 14     | Жак Бодр'є, Люс'єн Бодр'є, Дубоск, Едуар Мантуа                                      | Вітрильний спорт (1-2 тони)                                                                     |
| 15     | Август Альберт, Дюваль, Шарль Хуго, Ф. Віламітьяна                                   | Вітрильний спорт (1-2 тони)                                                                     |
| 16     | Де Коттіньон, Еміль Жан-Фонтан, Фердінан Шлаттер                                     | Вітрильний спорт (2-3 тони)                                                                     |
| 17     | Август Донні                                                                         | Вітрильний спорт(2-3 тони)                                                                      |
| 18     | Фредерік Мішле, Ежен Мішле                                                           | Вітрильний спорт (відкритий клас)                                                               |
| 19     | Луї Мартен                                                                           | Плавання (4000 метрів довільним стильом)                                                        |
| 20     | Філіпп Убен, Жорж Лейе, Луї Мартен, Дезіре Мерше, Тартара                            | Плавання (200 метрів серед команд)                                                              |
| 21     | Люс'єн Демане                                                                        | Спортивна гімнастика (індивідуальное першенство)                                                |
| 22     | Ежен Бальм                                                                           | Стрільба (швидкісний пістолет, 25 метрів)                                                       |
| 23     | Огюст Кавадіні, Моріс Лекок, Леон Моро, Ахілл Парош, Рене Томас                      | Стрільба (гвинтівка серед команд, 300 метрів)                                                   |
| 24     | Жюстін'єн де Кларі                                                                   | Стрільба (трап)                                                                                 |
| 25     | Шарль Фредерік Петі                                                                  | Стрільба з лука (кордон доре, 33 метри)                                                         |
| 26     | Еміль Фіссо                                                                          | Стрільба з лука (кордон доре, 50 метрів)                                                        |
| 27     | Шарль Фредерік Петі                                                                  | Стрільба з лука (шапеле, 33 метри)                                                              |
| 28     | Еміль Мерс'є                                                                         | Стрільба з лука (шапеле, 50 метрів)                                                             |
| 29     | Андре Прево, Жорж де ла Шапель                                                       | Теніс (чоловічий парний розряд)                                                                 |
| 30     | Леон Се                                                                              | Фехтування (шпага)                                                                              |
| 31     | Анрі Лоран                                                                           | Фехтування (шпага серед маестро)                                                                |
| 32     | Леон Се                                                                              | Фехтування (шпага серед маестро і маестро)                                                      |
| 33     | Марсель Буланже                                                                      | Фехтування (рапіра)                                                                             |
| 34     | Жан Батіст Мімьяг                                                                    | Фехтування (рапіра серед маестро)                                                               |

## Результати змагань

### Академічне веслування

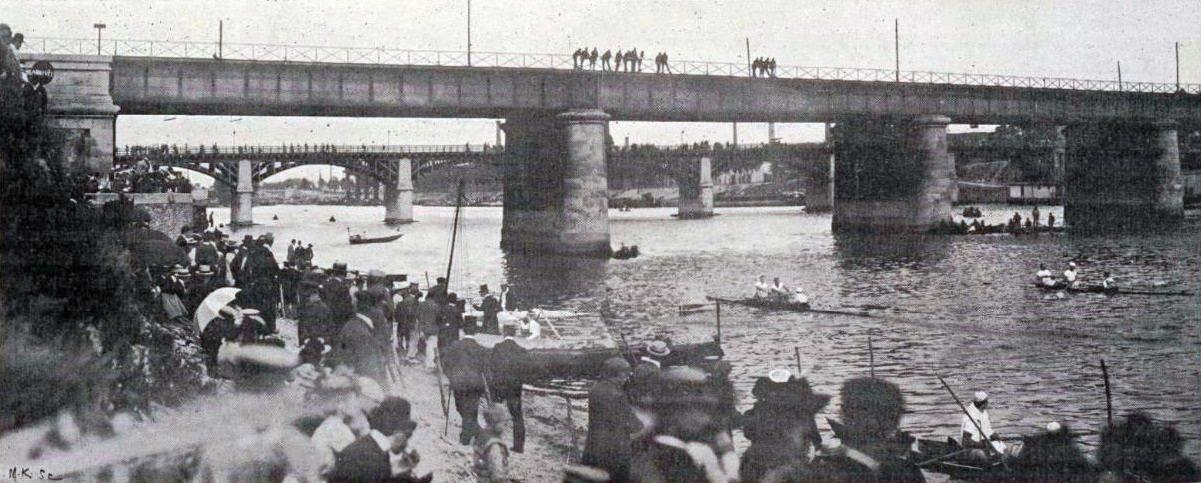
Фінал змагань серед двійок з керманичами

| Змагання                                          | Спортсмени                                                                                   | Чвертьфінал | Чвертьфінал | Півфінал   | Півфінал   | Фінал      | Фінал      |
| Змагання                                          | Спортсмени                                                                                   | Результат   | Місце       | Результат  | Місце      | Результат  | Місце      |
| ------------------------------------------------- | -------------------------------------------------------------------------------------------- | ----------- | ----------- | ---------- | ---------- | ---------- | ---------- |
| Одиночки                                          | Анрі Барле                                                                                   | 6:38,8      | 1           | 8:23,0     | 1          | 7:35,6     | 1          |
| Одиночки                                          | Андре Годен                                                                                  | 6:43,0      | 2           | 8:33,4     | 2          | 7:41,6     | 2          |
| Одиночки                                          | Робер д’Еллі                                                                                 | 6:38,8      | 2           | 8:45,0     | 2          | 8:16,0     | 4          |
| Одиночки                                          | Луї Превель                                                                                  | 6:29,6      | 1           | 8:36,4     | 1          | DNF        | —          |
| Одиночки                                          | Жорж Делапорт                                                                                | 6:33,8      | 1           | 9:25,2     | 3          | не пройшов | не пройшов |
| Одиночки                                          | Реймон Бенуа                                                                                 | 6:45,4      | 2           | незнати    | 4          | не пройшов | не пройшов |
| Одиночки                                          | П'єр Ферлін                                                                                  | 6:46,8      | 2           | незнати    | 4          | не пройшов | не пройшов |
| Одиночки                                          | Лардон                                                                                       | 6:46,4      | 3           | не пройшов | не пройшов | не пройшов | не пройшов |
| Одиночки                                          | Е. Даман                                                                                     | 7:13,0      | 3           | не пройшов | не пройшов | не пройшов | не пройшов |
| Двійки з керманичами                              |                                                                                              |             |             |            |            |            |            |
| незнаний керманич (в фіналі)                      |                                                                                              |             |             |            |            |            |            |
| Франсуа Брандт                                    |                                                                                              |             |             |            |            |            |            |
| Релоф Кляйн{                                      |                                                                                              |             |             |            |            |            |            |
| Германус Брокман (керманич в півфіналі)           | 6:56,0                                                                                       | 2           |             |            | 6:33,4     | 1          |            |
| Луї Мартіне, Рене Валефф, незнаний керманич       | 6:47,4                                                                                       | 1           |             |            | 7:00,0     | 2          |            |
| Карлос Дельтур, Антуан Ведренн, Рауль Паолі       | 6:33,4                                                                                       | 1           |             |            | 7:00,4     | 3          |            |
| Жан-Баптіст Мат'є, П'єр Ферлин, незнаний керманич | 7:00,0                                                                                       | 2           |             |            | 7:04,0     | 4          |            |
| Л. Рош, Г. Лав, незнаний керманич                 | DNF                                                                                          | —           |             |            | не пройшли | не пройшли |            |
| Четвірки з керманичами                            | Анрі Азубрук, Анрі Бюскер, Еміль Дельшамбр, Жан Ко, Шарло                                    | 5:59,0      | 2           |            |            | 7:11,0     | 1          |
| Четвірки з керманичами                            | Еміль Вегелен, Жорж Люмп, Шарль Перрен, Даніель Субейран, незнаний керманич                  | 6:06,2      | 2           |            |            | 7:18,0     | 2          |
| Четвірки з керманичами                            | Бісло, Деслін'є, Пейроні, Саурель, незнаний керманич                                         | 6:40,0      | 3           |            |            | не пройшли | не пройшли |
| Четвірки з керманичами                            | Анго, Делябер, Гіль, Майсон, незнаний керманич                                               | 6:20,0      | 4           |            |            | не пройшли | не пройшли |
| Четвірки з керманичами                            | Рене Валефф, Демаре, Дорлія, Коко, незнаний керманич                                         | DNF         | —           |            |            | не пройшли | не пройшли |
| Вісьмірки                                         | Рене Валефф, Гуільберт, Демаре, Дорлія, Картон, Коко, Луї Мартіне, Шантро, незнаний керманич | DNF         | —           |            |            | не пройшли | не пройшли |

### Баскська пелота
| Переможений              | Рахунок | Переможець                        |
| ------------------------ | ------- | --------------------------------- |
| Моріс Дуркуетті Ечегерай | ?       | Хосе де Амесола Франсіско Вільота |

### Велоспорт

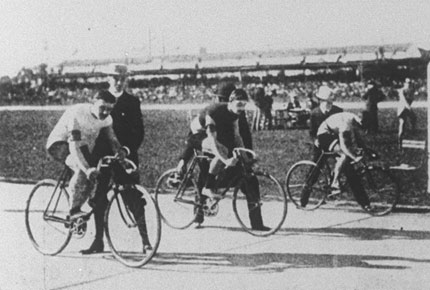
Старт фінального заїзду в спринті

| Змагання      | Спортсмен          | Перший раунд | Перший раунд | Чвертьфінал | Чвертьфінал | Півфінал   | Півфінал   | Фінал      | Фінал      |
| Змагання      | Спортсмен          | Результат    | Місце        | Результат   | Місце       | Результат  | Місце      | Результат  | Місце      |
| ------------- | ------------------ | ------------ | ------------ | ----------- | ----------- | ---------- | ---------- | ---------- | ---------- |
| Спринт        | Жорж Теланд'є      | 1:36,8       | 1            | 2:00,6      | 1           | 2:42,6     | 1          | 2:52,0     | 1          |
| Спринт        | Фернан Сан         | незнаний     | 2            | 2:00,0      | 1           | 2:46,6     | 1          | незнаний   | 2          |
| Спринт        | Фердинанд Вассерот | незнаний     | 3            | 2:21,6      | 1           | незнаний   | 2          | не пройшов | не пройшов |
| Спринт        | Лягрейн            | 1:30,4       | 1            | 2:57,4      | 1           | незнаний   | 2          | не пройшов | не пройшов |
| Спринт        | Майсонаве          | 1:35,8       | 1            | 1:49,2      | 1           | незнаний   | 3          | не пройшов | не пройшов |
| Спринт        | Куандр             | незнаний     | 2            | 1:50,0      | 1           | незнаний   | 3          | не пройшов | не пройшов |
| Спринт        | Ж. Малле           | незнаний     | 3            | 2:45,0      | 1           | незнаний   | 3          | не пройшов | не пройшов |
| Спринт        | Бул'є              | незнаний     | 3            | незнаний    | 2           | не пройшов | не пройшов | не пройшов | не пройшов |
| Спринт        | Луї Гільдебранд    | 1:34,2       | 1            | незнаний    | 2           | не пройшов | не пройшов | не пройшов | не пройшов |
| Спринт        | Ф. Понскарм        | незнаний     | 2            | незнаний    | 2           | не пройшов | не пройшов | не пройшов | не пройшов |
| Спринт        | Дої                | незнаний     | 2            | незнаний    | 2           | не пройшов | не пройшов | не пройшов | не пройшов |
| Спринт        | Шапо               | незнаний     | 3            | незнаний    | 3           | не пройшов | не пройшов | не пройшов | не пройшов |
| Спринт        | Россо              | незнаний     | 3            | незнаний    | 3           | не пройшов | не пройшов | не пройшов | не пройшов |
| Спринт        | Жермен             | незнаний     | 3            | незнаний    | 3           | не пройшов | не пройшов | не пройшов | не пройшов |
| Спринт        | Огюст Домен        | незнаний     | 3            | незнаний    | 3           | не пройшов | не пройшов | не пройшов | не пройшов |
| Спринт        | Томанн             | незнаний     | 3            | незнаний    | 3           | не пройшов | не пройшов | не пройшов | не пройшов |
| Спринт        | Фрас               | незнаний     | 3            | незнаний    | 3           | не пройшов | не пройшов | не пройшов | не пройшов |
| Спринт        | Еспі               | незнаний     | 2            | незнаний    | 3           | не пройшов | не пройшов | не пройшов | не пройшов |
| Спринт        | Вілл Давіс         | незнаний     | 2            | незнаний    | 3           | не пройшов | не пройшов | не пройшов | не пройшов |
| Спринт        | Кайро              | 1:34,2       | 1            | незнаний    | 3           | не пройшов | не пройшов | не пройшов | не пройшов |
| Спринт        | Калл'є             | незнаний     | 4-5          | не пройшов  | не пройшов  | не пройшов | не пройшов | не пройшов | не пройшов |
| Спринт        | Моссман            | незнаний     | 4-5          | не пройшов  | не пройшов  | не пройшов | не пройшов | не пройшов | не пройшов |
| Спринт        | Майбом             | незнаний     | 4-6          | не пройшов  | не пройшов  | не пройшов | не пройшов | не пройшов | не пройшов |
| Спринт        | Пільтон            | незнаний     | 4-6          | не пройшов  | не пройшов  | не пройшов | не пройшов | не пройшов | не пройшов |
| Спринт        | Тер'є              | незнаний     | 4-6          | не пройшов  | не пройшов  | не пройшов | не пройшов | не пройшов | не пройшов |
| Спринт        | Бессін             | незнаний     | 4-7          | не пройшов  | не пройшов  | не пройшов | не пройшов | не пройшов | не пройшов |
| Спринт        | Монніо             | незнаний     | 4-7          | не пройшов  | не пройшов  | не пройшов | не пройшов | не пройшов | не пройшов |
| Спринт        | Огае               | незнаний     | 4-7          | не пройшов  | не пройшов  | не пройшов | не пройшов | не пройшов | не пройшов |
| Спринт        | Дюборд'є           | незнаний     | 4-8          | не пройшов  | не пройшов  | не пройшов | не пройшов | не пройшов | не пройшов |
| Спринт        | Дюбуа              | незнаний     | 4-8          | не пройшов  | не пройшов  | не пройшов | не пройшов | не пройшов | не пройшов |
| Спринт        | Л. Дюмон           | незнаний     | 4-8          | не пройшов  | не пройшов  | не пройшов | не пройшов | не пройшов | не пройшов |
| Спринт        | Пуже               | незнаний     | 4-8          | не пройшов  | не пройшов  | не пройшов | не пройшов | не пройшов | не пройшов |
| Спринт        | Бунуа              | незнаний     | 4-8          | не пройшов  | не пройшов  | не пройшов | не пройшов | не пройшов | не пройшов |
| Спринт        | Вадблад            | незнаний     | 4-8          | не пройшов  | не пройшов  | не пройшов | не пройшов | не пройшов | не пройшов |
| Спринт        | Сен'є              | незнаний     | 4-8          | не пройшов  | не пройшов  | не пройшов | не пройшов | не пройшов | не пройшов |
| Спринт        | Амберге            | незнаний     | 4-8          | не пройшов  | не пройшов  | не пройшов | не пройшов | не пройшов | не пройшов |
| Спринт        | Л. Буайе           | незнаний     | 4-8          | не пройшов  | не пройшов  | не пройшов | не пройшов | не пройшов | не пройшов |
| Спринт        | Нерсют             | незнаний     | 4-8          | не пройшов  | не пройшов  | не пройшов | не пройшов | не пройшов | не пройшов |
| Спринт        | А. Роже            | незнаний     | 4-8          | не пройшов  | не пройшов  | не пройшов | не пройшов | не пройшов | не пройшов |
| Спринт        | Руе                | незнаний     | 4-8          | не пройшов  | не пройшов  | не пройшов | не пройшов | не пройшов | не пройшов |
| Спринт        | Омер Бьюгендр      | незнаний     | 4-8          | не пройшов  | не пройшов  | не пройшов | не пройшов | не пройшов | не пройшов |
| Спринт        | Койсі              | незнаний     | 4-8          | не пройшов  | не пройшов  | не пройшов | не пройшов | не пройшов | не пройшов |
| Спринт        | Пішар              | незнаний     | 4-8          | не пройшов  | не пройшов  | не пройшов | не пройшов | не пройшов | не пройшов |
| Спринт        | Л. Сонере          | незнаний     | 4-8          | не пройшов  | не пройшов  | не пройшов | не пройшов | не пройшов | не пройшов |
| Спринт        | Франсен            | незнаний     | 4-8          | не пройшов  | не пройшов  | не пройшов | не пройшов | не пройшов | не пройшов |
| Спринт        | Ф. Бальмон         | незнаний     | 4-8          | не пройшов  | не пройшов  | не пройшов | не пройшов | не пройшов | не пройшов |
| Спринт        | Гілло              | незнаний     | 4-8          | не пройшов  | не пройшов  | не пройшов | не пройшов | не пройшов | не пройшов |
| Спринт        | Лонер              | незнаний     | 4-8          | не пройшов  | не пройшов  | не пройшов | не пройшов | не пройшов | не пройшов |
| Спринт        | Лоншам             | незнаний     | 4-8          | не пройшов  | не пройшов  | не пройшов | не пройшов | не пройшов | не пройшов |
| Спринт        | Берар              | незнаний     | 4-8          | не пройшов  | не пройшов  | не пройшов | не пройшов | не пройшов | не пройшов |
| Спринт        | Бертран            | незнаний     | 4-8          | не пройшов  | не пройшов  | не пройшов | не пройшов | не пройшов | не пройшов |
| Спринт        | Шалупа             | незнаний     | 4-8          | не пройшов  | не пройшов  | не пройшов | не пройшов | не пройшов | не пройшов |
| Спринт        | Штерц              | незнаний     | 4-8          | не пройшов  | не пройшов  | не пройшов | не пройшов | не пройшов | не пройшов |
| Спринт        | Вік                | DNF          | —            | не пройшов  | не пройшов  | не пройшов | не пройшов | не пройшов | не пройшов |
| Спринт        | Убольт             | DNF          | —            | не пройшов  | не пройшов  | не пройшов | не пройшов | не пройшов | не пройшов |
| Спринт        | Порше              | DSQ          | —            | не пройшов  | не пройшов  | не пройшов | не пройшов | не пройшов | не пройшов |
| 25 кілометрів | Луї Баст'єн        |              |              |             |             |            |            | 25:36,2    | 1          |
| 25 кілометрів | Луї Гільдебранд    |              |              |             |             |            |            | 28:09,4    | 2          |
| 25 кілометрів | Огюст Домен        |              |              |             |             |            |            | 29:36,2    | 3          |
| 25 кілометрів | Бертран            |              |              |             |             |            |            | незнаний   | 4          |
| 25 кілометрів | Жінжембр           |              |              |             |             |            |            | незнаний   | 5-6        |
| 25 кілометрів | Луї Труссел'є      |              |              |             |             |            |            | незнаний   | 5-6        |

### Водні види спорту

#### Водне поло
Склад команди 1
- Ж. Бертран
- Шарль де Вандевіль
- Вербекке
- Віктор Каде
- Моріс Ошп'є
- Леклерк
- Тіссеро

Склад команди 2
- Ежен Кулон
- Леріш
- Луї Мартен
- Дезіре Мерше
- Шарль Трефель
- Фав'є
- Фардель

Склад команди 3
- Філіпп Убен
- Леріш
- Жорж Лейе
- Е. Мартен
- Тартара
- Фав'є
- Шарль Трефель

Склад команди 4
- Томас Берджесс
- Поль Вассер
- Девено
- Альфонс Декупер
- Луї Лофре
- Анрі Песл'є
- Песлуа

Змагання
Чвертьфінал
```
                       
11 серпня
 
1900

        
Велика Британія
 12 : 0 
 
Франція
 
                
Франція
  3 : 2 
 
Німеччина
 
               
Бельгія
 
  2 : 0 
 
Франція
```

Півфінал
```
                       
12 серпня
 
1900

        
Велика Британія
 10 : 1 
 
Франція

               
Бельгія
 
  4 : 1 
 
Франція
```

Кінцевий результат — 3 (2×)

#### Плавання
| Змагання                     | Спортсмен                                             | Півфінал  | Півфінал | Фінал                              | Фінал            |
| Змагання                     | Спортсмен                                             | Результат | Місце    | Результат                          | Місце            |
| ---------------------------- | ----------------------------------------------------- | --------- | -------- | ---------------------------------- | ---------------- |
| 200 метрів довільним стилем  | Моріс Ошп'є                                           | 2:48,0    | 4        | 2:53,0                             | 5                |
| 200 метрів довільним стилем  | Жюль Клевон                                           | 3:05,0    | 1        | 2:56,2                             | 7                |
| 200 метрів довільним стилем  | Луї Мартен                                            | 2:47,4    | 3        | незнаний                           | 9                |
| 200 метрів довільним стилем  | Тартара                                               | 3:13,0    | 2        | не пройшов                         | не пройшов       |
| 200 метрів довільним стилем  | Фере                                                  | 3:12,2    | 3        | не пройшов                         | не пройшов       |
| 200 метрів довільним стилем  | Віктор Ошп'є                                          | 3:46,6    | 3        | не пройшов                         | не пройшов       |
| 200 метрів довільним стилем  | Віктор Каде                                           | 3:24,0    | 4        | не пройшов                         | не пройшов       |
| 200 метрів довільним стилем  | Текс'є                                                | 3:47,0    | 4        | не пройшов                         | не пройшов       |
| 200 метрів довільним стилем  | Пьюруссо                                              | 3:47,6    | 5        | не пройшов                         | не пройшов       |
| 200 метрів довільним стилем  | Адам                                                  | 4:28,0    | 5        | не пройшов                         | не пройшов       |
| 200 метрів довільним стилем  | Лете                                                  | 4:39,4    | 5        | не пройшов                         | не пройшов       |
| 200 метрів довільним стилем  | Роно                                                  | 4:36,4    | 6        | не пройшов                         | не пройшов       |
| 200 метрів довільним стилем  | Пужоль                                                | DNF       | —        | не пройшов                         | не пройшов       |
| 1000 метрів довільним стилем | Луї Мартен                                            | 16:58,0   | 3        | 16:30,4                            | 5                |
| 1000 метрів довільним стилем | Жорж Лейе                                             | 17:09,6   | 3        | 16:53,2                            | 6                |
| 1000 метрів довільним стилем | Моріс Ошп'є                                           | 17:13,2   | 2        | 16:53,4                            | 7                |
| 1000 метрів довільним стилем | Вербекке                                              | 17:18,0   | 1        | 17:13,8                            | 8                |
| 1000 метрів довільним стилем | Лью                                                   | 24:15,0   | 2        | не пройшов                         | не пройшов       |
| 1000 метрів довільним стилем | Ляпостоль                                             | 25:52,0   | 3        | не пройшов                         | не пройшов       |
| 1000 метрів довільним стилем | Фьюмоз                                                | 18:00,0   | 4        | не пройшов                         | не пройшов       |
| 1000 метрів довільним стилем | Дезіре Мерше                                          | 18:17,2   | 4        | не пройшов                         | не пройшов       |
| 1000 метрів довільним стилем | Текс'є                                                | 21:33,0   | 4        | не пройшов                         | не пройшов       |
| 1000 метрів довільним стилем | Сушу                                                  | DNF       | —        | не пройшов                         | не пройшов       |
| 4000 метрів довільним стилем | Луї Мартен                                            | 1:22:29,6 | 3        | 1:13:08,4                          | 3                |
| 4000 метрів довільним стилем | Е. Мартен                                             | 1:28:32,6 | 2        | 1:26:32,2                          | 7                |
| 4000 метрів довільним стилем | Луї Лофре                                             | 1:35:03,2 | 3        | не пройшов                         | не пройшов       |
| 4000 метрів довільним стилем | Текс'є                                                | 1:31:02,8 | 4        | не пройшов                         | не пройшов       |
| 4000 метрів довільним стилем | Морт'є                                                | 1:40:16,8 | 4        | не пройшов                         | не пройшов       |
| 4000 метрів довільним стилем | Коберскі                                              | 1:37:10,4 | 5        | не пройшов                         | не пройшов       |
| 4000 метрів довільним стилем | Лягард                                                | 1:38:31,8 | 5        | не пройшов                         | не пройшов       |
| 4000 метрів довільним стилем | Лью                                                   | 1:46:40,4 | 6        | не пройшов                         | не пройшов       |
| 4000 метрів довільним стилем | де Роман                                              | 1:50:36,4 | 6        | не пройшов                         | не пройшов       |
| 4000 метрів довільним стилем | Фьюмоз                                                | 2:02:27,0 | 7        | не пройшов                         | не пройшов       |
| 4000 метрів довільним стилем | Жорж Лейе                                             | DNF       | —        | не пройшов                         | не пройшов       |
| 4000 метрів довільним стилем | Л. Бодуен                                             | DNF       | —        | не пройшов                         | не пройшов       |
| 4000 метрів довільним стилем | Галлья                                                | DNF       | —        | не пройшов                         | не пройшов       |
| 4000 метрів довільним стилем | Ландріш                                               | DNF       | —        | не пройшов                         | не пройшов       |
| 4000 метрів довільним стилем | Вал'є                                                 | DNF       | —        | не пройшов                         | не пройшов       |
| 4000 метрів довільним стилем | Гелле                                                 | DNF       | —        | не пройшов                         | не пройшов       |
| 4000 метрів довільним стилем | Жюль Клевон                                           | DNF       | —        | не пройшов                         | не пройшов       |
| 4000 метрів довільним стилем | Лоппе                                                 | DNF       | —        | не пройшов                         | не пройшов       |
| 4000 метрів довільним стилем | Реньо                                                 | DNF       | —        | не пройшов                         | не пройшов       |
| 4000 метрів довільним стилем | Еберг'є                                               | DNF       | —        | не пройшов                         | не пройшов       |
| 200 метрів на спині          | де Роман                                              | 3:56,6    | 2        | 3:38,0                             | 6                |
| 200 метрів на спині          | Жорж Лейе                                             | 3:10,2    | 3        | DNF                                | —                |
| 200 метрів на спині          | Шевран                                                | 4:42,0    | 3        | не пройшов                         | не пройшов       |
| 200 метрів на спині          | Лью                                                   | 4:10,0    | 5        | не пройшов                         | не пройшов       |
| 200 метрів на спині          | Ляпостоль                                             | 4:34,6    | 5        | не пройшов                         | не пройшов       |
| 200 метрів на спині          | Пьюруссо                                              | 4:15,6    | 6        | не пройшов                         | не пройшов       |
| 200 метрів на спині          | Фьюмоз                                                | 5:17,0    | 6        | не пройшов                         | не пройшов       |
| 200 метрів на спині          | Текс'є                                                | 4:49,0    | 7        | не пройшов                         | не пройшов       |
| 200 метрів серед команд      | Моріс Ошп'є Бертран Віктор Ошп'є Вербекке Віктор Каде |           |          | 2:53,0 3:00,0 2:56,4 3:01,6 3:18,0 | 3 5 12 13 18     |
| 200 метрів серед команд      | Моріс Ошп'є Бертран Віктор Ошп'є Вербекке Віктор Каде | 51 бал    | 2        |                                    |                  |
| 200 метрів серед команд      | Тартара Дезіре Мерше Луї Мартен Жорж Лейе Філіпп Убен |           |          | 2:48,6 2:55,4 2:51,4 2:55,0 DNS    | 8 9 11 14 — (20) |
| 200 метрів серед команд      | Тартара Дезіре Мерше Луї Мартен Жорж Лейе Філіпп Убен | 62 бали   | 3        |                                    |                  |
| 200 метрів серед команд      | Жюль Клевон Росье Фере Гасайн'є Пелло                 |           |          | 2:45,0 3:04,4 3:00,4 3:02,0 3:06,0 | 7 10 15 16 17    |
| 200 метрів серед команд      | Жюль Клевон Росье Фере Гасайн'є Пелло                 | 65 балів  | 4        |                                    |                  |
| 200 метрів з перешкодами     | Моріс Ошп'є                                           | 3:16,2    | 2        | 2:58,0                             | 7                |
| 200 метрів з перешкодами     | Вербекке                                              | 3:18,0    | 3        | 3:08,4                             | 8                |
| 200 метрів з перешкодами     | Бертран                                               | 3:28,2    | 3        | 3:17,0                             | 9                |
| 200 метрів з перешкодами     | Луї Марк                                              | 3:29,2    | 4        | 3:30,6                             | 10               |
| 200 метрів з перешкодами     | Віктор Ошп'є                                          | 3:37,2    | 4        | не пройшов                         | не пройшов       |
| Підводне плавання            | Шарль де Вандвіль                                     |           |          | 68,4 с 60,00 м 188,4 бали          | 1                |
| Підводне плавання            | Андре Сікс                                            |           |          | 65,4 с 60,00 м 185,4 бали          | 2                |
| Підводне плавання            | де Роман                                              |           |          | 50,2 с 47,50 м 145,2 бали          | 4                |
| Підводне плавання            | Тіссеро                                               |           |          | 48,0 с 30,75 м 109,5 бала          | 5                |
| Підводне плавання            | Тіссеро                                               |           |          | 38,4 с 32,50 м 103,4 очков         | 7                |
| Підводне плавання            | Луї Марк                                              |           |          | 32,0 с 34,00 м 100,0 балів         | 8                |
| Підводне плавання            | Пьюруссо                                              |           |          | 29,6 с 31,00 м 91,6 бала           | 9                |
| Підводне плавання            | Кайзерманн                                            |           |          | 56,8 с 16,10 м 88,8 бала           | 10               |
| Підводне плавання            | Леклерк                                               |           |          | 28,0 с 30,00 м 88,0 бала           | 11               |
| Підводне плавання            | Шевран                                                |           |          | 32,0 с 20,00 м 72,0 бали           | 12               |
| Підводне плавання            | Еш'є                                                  |           |          | 23,0 с 21,50 м 66,0 балів          | 14               |

### Гольф
| Змагання | Спортсмен       | Рахунок | Місце |
| -------- | --------------- | ------- | ----- |
| Чоловіки | Х.Е. Дон        | 184     | 5     |
| Чоловіки | Артур Лорд      | 221     | 9     |
| Чоловіки | Ван Ден Вінкель | 252     | 12    |
| Жінки    | Фромен-Моріс    | 56      | 4     |
| Жінки    | Фурн'є-Старволе | 58      | 6     |
| Жінки    | Баронн Фен      | 65      | 7     |
| Жінки    | Гельберт        | 76      | 9     |
| Жінки    | А. Брюн         | 80      | 10    |

### Кінний спорт
| Змагання          | Спортсмен         | Кінь               | Результат | Місце |
| ----------------- | ----------------- | ------------------ | --------- | ----- |
| Конкур            | Луї де Шамсавен   | Терпішор           | 2:26,0    | 3     |
| Конкур            | Кон д’Гаврінкорт  | Мавурнин           | незнана   | 4-37  |
| Конкур            | Анрі Леклерк      | Экстра-Драй, Гілле | незнана   | 4-37  |
| Конкур            | де Бетун-Суллі    | незнана            | незнана   | 4-37  |
| Конкур            | Моріс Жеен        | незнана            | незнана   | 4-37  |
| Конкур            | Луї Наполеон Мюра | незнана            | незнана   | 4-37  |
| Конкур            | Філліппо          | незнана            | незнана   | 4-37  |
| Конкур            | Віньоль           | незнана            | незнана   | 4-37  |
| Конкур            | де Куломб'є       | незнана            | незнана   | 4-37  |
| Конкур            | де Лямаратін      | незнана            | незнана   | 4-37  |
| Конкур            | Марсель Аенжен    | незнана            | незнана   | 4-37  |
| Конкур            | Домінік Гардере   | незнана            | незнаний  | 4-37  |
| Стрибки в довжину | П'єр де Бельгард  | Толла              | 5,30 м    | 3     |
| Стрибки в довжину | Луї Наполеон Мюра | Байар              | 4,90 м    | 4     |
| Стрибки в довжину | Анрі Плок         | незнана            | незнаний  | 5-17  |
| Стрибки в висоту  | Домінік Гардер    | Орес               | 1,85 м    | 1     |
| Стрибки в висоту  | Марсель Аенжен    | незнана            | незнаний  | 5-18  |

### Крикет
Шаблон:Основная стаття
Склад команди
- У. Андерсон (8)
- В. Аттріль (0)
- У. Браунінг (0)
- Д. Брейд (32)
- Т. Жордан (11)
- Артур Мак-Івой (1)
- Р. Орн (16)
- Д. Робінсон (0)
- Ф. Рокве (0)
- Анрі Террі (3)
- Філіпп Томалін (9)
- Альфред Шнейдо (9)

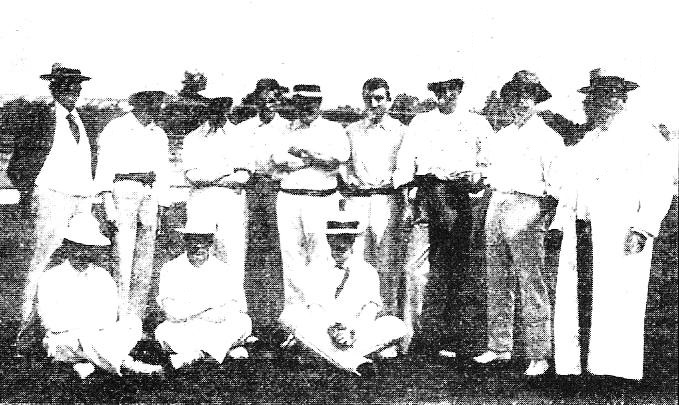
Французька команда

Крім того, команда здобула 15 додаткових балів.
Змагання
| Переможець      | Рахунок          | Переможений |
| --------------- | ---------------- | ----------- |
| Велика Британія | 262:104 (117:78) | Франція     |

Кінцевий результат — 2

### Крокет
| Змагання            | Спортсмен  | Перший раунд | Перший раунд | Другий раунд | Другий раунд | Фінал      | Фінал      |
| Змагання            | Спортсмен  | Результат    | Місце        | Результат    | Місце        | Результат  | Місце      |
| ------------------- | ---------- | ------------ | ------------ | ------------ | ------------ | ---------- | ---------- |
| Одиночки, один м'яч | Г. Амуа    | 18           | 4            | 18           | 2            | 15         | 1          |
| Одиночки, один м'яч | Г. Жоен    | 13           | 2            | 16           | 1            | 21         | 2          |
| Одиночки, один м'яч | Ш. Уіделі  | 11           | 1            | 20           | 3            | не пройшов | не пройшов |
| Одиночки, один м'яч | Блашер     | 17           | 3            | 22           | 4            | не пройшов | не пройшов |
| Одиночки, один м'яч | Деспре     | 24           | 5            | не пройшла   | не пройшла   | не пройшла | не пройшла |
| Одиночки, один м'яч | Філо Бро   | не закінчила | —            | не пройшла   | не пройшла   | не пройшла | не пройшла |
| Одиночки, один м'яч | Марі Он'є  | не закінчила | —            | не пройшла   | не пройшла   | не пройшла | не пройшла |
| Одиночки, один м'яч | Ж. Сотер'є | не закінчив  | —            | не пройшов   | не пройшов   | не пройшов | не пройшов |

| Змагання            | Спортсмен  | Перший раунд          | Другий раунд | Другий раунд | Другий раунд |
| Змагання            | Спортсмен  | Сопротивник Результат | Виграші      | Поразки      | Місце        |
| ------------------- | ---------- | --------------------- | ------------ | ------------ | ------------ |
| Одиночки, два м'яча | Ш. Уіделі  | виграв; л/п           | 3            | 0            | 1            |
| Одиночки, два м'яча | Вин'єро    | виграв; 2:0 (42:40)   | 2            | 1            | 2            |
| Одиночки, два м'яча | Ж. Сотер'є | виграв; 2:0 (41:19)   | 1            | 2            | 3            |
| Одиночки, два м'яча | Блашер     | програв; 0:2 (19:41)  | 0            | 3            | 4            |
| Одиночки, два м'яча | Деспре     | програла; 0:2 (40:42) | не пройшла   | не пройшла   | не пройшла   |
| Одиночки, два м'яча | Філо Бро   | програла; л/п         | не пройшла   | не пройшла   | не пройшла   |

| Переможець | Рахунок     | Переможений |
| ---------- | ----------- | ----------- |
| Ш. Уіделі  | 2:1 (42:41) | Вин'єро     |
| Ш. Уіделі  | невідомо    | Ж. Сотер'є  |
| Ш. Уіделі  | невідомо    | Блашер      |
| Вин'єро    | 2:1 (42:41) | Ж. Сотер'є  |
| Вин'єро    | л/п         | Блашер      |
| Ж. Сотер'є | невідомо    | Блашер      |

| Змагання | Спортсмен       | Фінал     | Фінал |
| Змагання | Спортсмен       | Результат | Місце |
| -------- | --------------- | --------- | ----- |
| Двійки   | Г. Амуа/Г. Жоен | л/п       | 1     |

### Легка атлетика
| Змагання                    | Спортсмен                                                            | Перший раунд   | Перший раунд | Додаткові раунди | Додаткові раунди | Фінал      | Фінал      |
| Змагання                    | Спортсмен                                                            | Результат      | Місце        | Результат        | Місце            | Результат  | Місце      |
| --------------------------- | -------------------------------------------------------------------- | -------------- | ------------ | ---------------- | ---------------- | ---------- | ---------- |
| 60 метрів                   | Адольф Клігенхефер                                                   | незнаний       | 4-5          |                  |                  | не пройшов | не пройшов |
| 200 метрів                  | Адольф Клігенхефер                                                   | "\|незнаний    | 3            |                  |                  | не пройшов | не пройшов |
| 400 метрів                  | Шарль-Робер Феді                                                     | незнаний       | 3            |                  |                  | не прошёл  | не прошёл  |
| 400 метрів                  | Жорж Клеман                                                          | незнаний       | 4            |                  |                  | не пройшов | не пройшов |
| 800 метрів                  | Анрі Делож                                                           | 2:00,6         | 1            |                  |                  | незнаний   | 4          |
| 800 метрів                  | Моріс Саломе                                                         | незнаний       | 4            |                  |                  | не пройшов | не пройшов |
| 1500 метрів                 | Анрі Делож                                                           |                |              |                  |                  | незнаний   | 2          |
| 1500 метрів                 | Луї Сегонді                                                          |                |              |                  |                  | незнаний   | 7-9        |
| 110 метрів з перешкодами    | Жан Люс'єр                                                           | легка перемога | 1            |                  |                  | незнаний   | 4          |
| 110 метрів з перешкодами    | Ежен Шосель                                                          | DNF            | —            | незнаний         | 3                | не пройшов | не пройшов |
| 110 метрів з перешкодами    | Адольф Клигенхефер                                                   | DNF            | —            | не пройшов       | не пройшов       | не пройшов | не пройшов |
| 200 метрів з перешкодами    | Ежен Шосель                                                          | незнаний       | 2            |                  |                  | незнаний   | 4          |
| 200 метрів з перешкодами    | Анрі Тозен                                                           | незнаний       | 4            |                  |                  | не пройшов | не пройшов |
| 400 метрів з перешкодами    | Анрі Тозен                                                           | незнаний       | 1            |                  |                  | незнаний   | 2          |
| 2500 метров с препятствиями | Жак Шастанье                                                         |                |              |                  |                  | незнаний   | 3          |
| 4000 метрів з перешкодами   | Жак Шастан'є                                                         |                |              |                  |                  | незнаний   | 4          |
| 5000 метрів серед команд    | Анрі Делож Гастон Рагено Жак Шастан'є Андре Кастан'є Мішель Шампудрі |                |              |                  |                  | незнаний   | 3 4 5 8 9  |
| 5000 метрів серед команд    | Анрі Делож Гастон Рагено Жак Шастан'є Андре Кастан'є Мішель Шампудрі | 29 балів       | 2            |                  |                  |            |            |
| Марафон                     | Мішель Теато                                                         |                |              |                  |                  | 2:59:45,0  | 1          |
| Марафон                     | Еміль Шампіон                                                        |                |              |                  |                  | 3:04:17,0  | 2          |
| Марафон                     | Еміль Шампіон                                                        |                |              |                  |                  | 4:00:43,0  | 4          |
| Марафон                     | Август Марше                                                         |                |              |                  |                  | DNF        | —          |
| Марафон                     | Жорж Токве-Дані                                                      |                |              |                  |                  | DNF        | —          |
| Стрибки в довжину           | Альберт Делануа                                                      |                |              |                  |                  | 6,755 м    | 5          |
| Потрійний стрибок           | Альберт Делануа                                                      |                |              |                  |                  | незнаний   | 5          |
| Потрійний стрибок           | Александр Тюффері                                                    |                |              |                  |                  | незнаний   | 6          |
| Стрибки в довжину           | Луї Монн'є                                                           |                |              |                  |                  | 1,60 м     | 7          |
| Стрибки в довжину           | Еміль Гонт'є                                                         |                |              |                  |                  | 3,10 м     | 4          |
| Стрибки в довжину з місця   | Еміль Торшбеф                                                        |                |              |                  |                  | 3,03 м     | 3          |
| Метання диска               | Еміль Гонт'є                                                         |                |              |                  |                  | 30,00 м    | 13         |

### Вітрильний спорт
| Змагання       | Спортсмени                                                    | Яхта           | Результати | Результати | Результати | Результати | Місце |
| Змагання       | Спортсмени                                                    | Яхта           | 1 гонка    | 2 гонка    | 3 гонка    | Всього     | Місце |
| -------------- | ------------------------------------------------------------- | -------------- | ---------- | ---------- | ---------- | ---------- | ----- |
| До 0,5 тон (A) | П'єр Жерве                                                    | Baby           | 1:06:16    | 1:06:16    | 1:06:16    | 1:06:16    | 1     |
| До 0,5 тон (A) | Роберт Линзел'є, Жан Текс'є, Жан-Батіст Шарко                 | Quand-Même     | 1:08:54    | 1:08:54    | 1:08:54    | 1:08:54    | 2     |
| До 0,5 тон (A) | Анрі Монно, Леон Телл'є, Гастон Колл'є                        | Sarcelle       | 1:19:31    | 1:19:31    | 1:19:31    | 1:19:31    | 3     |
| До 0,5 тон (A) | Моріс Монно                                                   | Souriceau      | 1:21:01    | 1:21:01    | 1:21:01    | 1:21:01    | 4     |
| До 0,5 тон (A) | Жак де Констант                                               | Plume-Patte    | 1:21:37    | 1:21:37    | 1:21:37    | 1:21:37    | 5     |
| До 0,5 тон (A) | Жорж Семішо                                                   | Giselle        | 1:23:30    | 1:23:30    | 1:23:30    | 1:23:30    | 6     |
| До 0,5 тон (A) | Еміль Сакре                                                   | Fantlet        | DNF        | DNF        | DNF        | DNF        | —     |
| До 0,5 тон (B) | Еміль Сакре                                                   | Fantlet        | 1:35:59    | 1:35:59    | 1:35:59    | 1:35:59    | 1     |
| До 0,5 тон (B) | Роберт Лінзел'є, Жан Текс'є, Жан-Батіст Шарко                 | Quand-Même     | 1:40:42    | 1:40:42    | 1:40:42    | 1:40:42    | 2     |
| До 0,5 тон (B) | П'єр Жерве                                                    | Baby           | 1:48:44    | 1:48:44    | 1:48:44    | 1:48:44    | 3     |
| До 0,5 тон (B) | Анрі Монно, Леон Телл'є, Гастон Колл'є                        | Sarcelle       | 2:07:52    | 2:07:52    | 2:07:52    | 2:07:52    | 4     |
| До 0,5 тон (B) | Моріс Монно                                                   | Souriceau      | 2:08:04    | 2:08:04    | 2:08:04    | 2:08:04    | 5     |
| До 0,5 тон (B) | Жорж Семішо                                                   | Giselle        | 2:34:09    | 2:34:09    | 2:34:09    | 2:34:09    | 6     |
| До 0,5 тон (B) | Жак де Констант                                               | Plume-Patte    | DNF        | DNF        | DNF        | DNF        | —     |
| 0,5-1 тони     | Жак Бодр'є, Жюль Валтон, Жан Лебре, Ф. Маркотт, Вільям Мартін | Crabe II       | 3:39:23    | 3:39:23    | 3:39:23    | 3:39:23    | 2     |
| 0,5-1 тони     | Марсель Меран, Фредерік Мішле, Ежен Мішле                     | Scanasaxe      | 3:42:40    | 3:42:40    | 3:42:40    | 3:42:40    | 3     |
| 0,5-1 тони     | Жан де Шабанне                                                | Crabe I        | 3:47:11    | 3:47:11    | 3:47:11    | 3:47:11    | 4     |
| 0,5-1 тони     | Жак де Констант                                               | Pierre et Jean | 3:52:44    | 3:52:44    | 3:52:44    | 3:52:44    | 5     |
| 0,5-1 тони     | Легру                                                         | Suzon IV       | 3:53:50    | 3:53:50    | 3:53:50    | 3:53:50    | 6     |
| 0,5-1 тони     | Август Дормюль                                                | Petit-Poucet   | 3:56:55    | 3:56:55    | 3:56:55    | 3:56:55    | 7     |
| 0,5-1 тони     | Текс'є, Текс'є                                                | C.V.A.         | 4:00:32    | 4:00:32    | 4:00:32    | 4:00:32    | 8     |
| 0,5-1 тони     | Марк Жуссе                                                    | Dick           | 4:03:00    | 4:03:00    | 4:03:00    | 4:03:00    | 9     |
| 0,5-1 тони     | Дюплон, Лето                                                  | Galopin        | неизвестен | неизвестен | неизвестен | неизвестен | 10    |
| 0,5-1 тони     | Россоллін                                                     | Ariette        | 4:04:21    | 4:04:21    | 4:04:21    | 4:04:21    | 11    |
| 0,5-1 тони     | Жан Лебре                                                     | Crocodile      | 4:06:40    | 4:06:40    | 4:06:40    | 4:06:40    | 12    |
| 0,5-1 тони     | Альберт Гландаз                                               | Colette        | 4:08:?     | 4:08:?     | 4:08:?     | 4:08:?     | 13    |
| 0,5-1 тони     | Гот'є                                                         | Cinara         | 4:10:?     | 4:10:?     | 4:10:?     | 4:10:?     | 14    |
| 0,5-1 тони     | П'єр де Болонь, Жоне-Пастре, Ежен Лаверн, Потт'є              | Sidi-Fekkar    | DSQ        | DSQ        | DSQ        | DSQ        | —     |
| 1-2 тони (A)   | Август Альберт, Дюваль, Шарль Хуго, Ф. Віламітьяна            | Martha         | 2:17:29    | 2:17:29    | 2:17:29    | 2:17:29    | 2     |
| 1-2 тони (A)   | Жак Бодр'є, Люс'єн Бодр'є, Дубоск, Едуар Мантуа               | Nina-Claire    | 2:26:28    | 2:26:28    | 2:26:28    | 2:26:28    | 3     |
| 1-2 тони (A)   | Анрі Лаверн, Ежен Лаверн                                      | Amulet         | 2:26:56    | 2:26:56    | 2:26:56    | 2:26:56    | 4     |
| 1-2 тони (A)   | Марсель Мусан                                                 | Ducky          | 2:31:14    | 2:31:14    | 2:31:14    | 2:31:14    | 5     |
| 1-2 тони (A)   | Уоренхорст                                                    | Freia          | 2:33:54    | 2:33:54    | 2:33:54    | 2:33:54    | 6     |
| 1-2 тони (A)   | Текс'є, Текс'є                                                | Mamie          | 2:52:30    | 2:52:30    | 2:52:30    | 2:52:30    | 7     |
| 1-2 тони (A)   | Ляконтр                                                       | Alcyon         | 3:05:06    | 3:05:06    | 3:05:06    | 3:05:06    | 8     |
| 1-2 тони (B)   | Август Альберт, Дюваль, Шарль Хуго, Ф. Віламітьяна            | Martha         | 3:37:49    | 3:37:49    | 3:37:49    | 3:37:49    | 3     |
| 1-2 тони (B)   | Жак Бодр'є, Люс'єн Бодр'є, Дубоск, Едуар Мантуа               | Nina-Claire    | 4:10:17    | 4:10:17    | 4:10:17    | 4:10:17    | 4     |
| 1-2 тони (B)   | Уоренхорст                                                    | Freia          | 4:11:22    | 4:11:22    | 4:11:22    | 4:11:22    | 5     |
| 1-2 тони (B)   | Текс'є, Текс'є                                                | Mamie          | 4:30:08    | 4:30:08    | 4:30:08    | 4:30:08    | 6     |
| 1-2 тони (B)   | Марсель Мусан                                                 | Ducky          | 4:48:07    | 4:48:07    | 4:48:07    | 4:48:07    | 7     |
| 1-2 тони (B)   | Ляконтр                                                       | Alcyon         | DNF        | DNF        | DNF        | DNF        | —     |
| 1-2 тони (B)   | Анрі Лаверн, Эжен Лаверн                                      | Amulet         | DNF        | DNF        | DNF        | DNF        | —     |
| 2-3 тони (A)   | Вільям Іксшоу, Фредерік Бланші, Жак ля Лявасс'є               | Ollé           | 2:17:30    | 2:17:30    | 2:17:30    | 2:17:30    | 1     |
| 2-3 тони (A)   | Годіне, Дос'є, Міаляре, Сюссе                                 | Favorite       | 2:20:03    | 2:20:03    | 2:20:03    | 2:20:03    | 2     |
| 2-3 тони (A)   | Де Коттіньон, Еміль Жан-Фонтан, Фердінан Шлаттер              | Gwendoline     | 2:24:48    | 2:24:48    | 2:24:48    | 2:24:48    | 3     |
| 2-3 тони (A)   | Август Донні                                                  | Mignon         | 2:26:31    | 2:26:31    | 2:26:31    | 2:26:31    | 4     |
| 2-3 тони (B)   | Вільям Іксшоу , Фредерік Бланші, Жак ля Лявасс'є              | Ollé           | 4:17:34    | 4:17:34    | 4:17:34    | 4:17:34    | 1     |
| 2-3 тони (B)   | Годіне, Дос'є, Міаляре, Сюссе                                 | Favorite       | 4:23:57    | 4:23:57    | 4:23:57    | 4:23:57    | 2     |
| 2-3 тони (B)   | Август Донні                                                  | Mignon         | 4:52:13    | 4:52:13    | 4:52:13    | 4:52:13    | 3     |
| 2-3 тони (B)   | Де Коттіньон, Еміль Жан-Фонтан, Фердінан Шлаттер              | Gwendoline     | DNF        | DNF        | DNF        | DNF        | —     |
| 3-10 тон       | Моріс Гуффле, Робер Гуффле, Шарлі Гьюро, А. Дюбо, Ж. Дюбо     | Gitana         | 4:35:44    | 4:35:44    | 4:35:44    | 4:35:44    | 2     |
| 3-10 тон       | Лерой                                                         | Mascaret       | 5:08:51    | 5:08:51    | 5:08:51    | 5:08:51    | 5     |
| 3-10 тон       | Мусетт                                                        | Marsouin       | 5:16:50    | 5:16:50    | 5:16:50    | 5:16:50    | 6     |
| 3-10 тон       | Вільям Мартін                                                 | Pirouette      | 5:30:07    | 5:30:07    | 5:30:07    | 5:30:07    | 7     |
| 3-10 тон       | Е. Мішле                                                      | Turquoise      | DSQ        | DSQ        | DSQ        | DSQ        | —     |
| 10-20 тон      | Еміль Біллар, П'єр Перкю                                      | Estérel        | 10         | 9          | 10         | 29         | 1     |
| 10-20 тон      | Жан Деказе                                                    | Quand-même     | 9          | 8          | 8          | 25         | 2     |
| 10-20 тон      | Крон'є                                                        | Rozenn         | 4          | 7          | 9          | 20         | 4     |
| 10-20 тон      | незнані                                                       | Luna           | 7          | 5          | 6          | 18         | 6     |
| Відкритий клас | Фредерік Мішле, Ежен Мішле                                    | Turquoise      | 6:12:12    | 6:12:12    | 6:12:12    | 6:12:12    | 3     |
| Відкритий клас | Еміль Сакре                                                   | Fantlet        | 7:04:08    | 7:04:08    | 7:04:08    | 7:04:08    | 4     |
| Відкритий клас | Еміль Сакре                                                   | Pierre et Jean | незнаний   | незнаний   | незнаний   | незнаний   | 5     |
| Відкритий клас | Вільям Іксшоу , Фредерік Бланші, Жак ля Лявасс'є              | Ollé           | DNF        | DNF        | DNF        | DNF        | —     |
| Відкритий клас | Ляконтр                                                       | Alcyon         | DNF        | DNF        | DNF        | DNF        | —     |
| Відкритий клас | Анрі Лаверн, Ежен Лаверн                                      | Amulet         | DNF        | DNF        | DNF        | DNF        | —     |
| Відкритий клас | Россоллін                                                     | Ariette        | DNF        | DNF        | DNF        | DNF        | —     |
| Відкритий клас | П'єр Жерве                                                    | Baby           | DNF        | DNF        | DNF        | DNF        | —     |
| Відкритий клас | незнані                                                       | C.V.A.         | DNF        | DNF        | DNF        | DNF        | —     |
| Відкритий клас | Альберт Гландаз                                               | Colette        | DNF        | DNF        | DNF        | DNF        | —     |
| Відкритий клас | Жан де Шабанне                                                | Crabe I        | DNF        | DNF        | DNF        | DNF        | —     |
| Відкритий клас | Жак Бодр'є, Жюль Валтон, Ф. Маркотт, Вільям Мартін            | Crabe II       | DNF        | DNF        | DNF        | DNF        | —     |
| Відкритий клас | Жан Лебре                                                     | Crocodile      | DNF        | DNF        | DNF        | DNF        | —     |
| Відкритий клас | Г. Піжер                                                      | Demi-Mondaine  | DNF        | DNF        | DNF        | DNF        | —     |
| Відкритий клас | Марсель Мусан                                                 | Ducky          | DNF        | DNF        | DNF        | DNF        | —     |
| Відкритий клас | Годіне, Дос'є, Міаляре, Сюссе                                 | Favorite       | DNF        | DNF        | DNF        | DNF        | —     |
| Відкритий клас | Жілярдоніфра                                                  | Femur          | DNF        | DNF        | DNF        | DNF        | —     |
| Відкритий клас | Уоренхорст                                                    | Freia          | DNF        | DNF        | DNF        | DNF        | —     |
| Відкритий клас | Дюплон, Лето                                                  | Galopin        | DNF        | DNF        | DNF        | DNF        | —     |
| Відкритий клас | Моріс Гуффле, Робер Гуффле, Шарлі Гьюро, А. Дюбо, Ж. Дюбо     | Gitana         | DNF        | DNF        | DNF        | DNF        | —     |
| Відкритий клас | Де Коттіньон, Еміль Жан-Фонтан, Фердінан Шлаттер              | Gwendoline     | DNF        | DNF        | DNF        | DNF        | —     |
| Відкритий клас | Анрі Манго                                                    | Gyp            | DNF        | DNF        | DNF        | DNF        | —     |
| Відкритий клас | Максим Десонше                                                | Hébé           | DNF        | DNF        | DNF        | DNF        | —     |
| Відкритий клас | Де Маляртік                                                   | Jeannette      | DNF        | DNF        | DNF        | DNF        | —     |
| Відкритий клас | Мусетт                                                        | Marsouin       | DNF        | DNF        | DNF        | DNF        | —     |
| Відкритий клас | Август Альберт, Дюваль, Шарль Хуго, Ф. Віламітьяна            | Martha         | DNF        | DNF        | DNF        | DNF        | —     |
| Відкритий клас | Лерой                                                         | Mascaret       | DNF        | DNF        | DNF        | DNF        | —     |
| Відкритий клас | Август Донні                                                  | Mignon         | DNF        | DNF        | DNF        | DNF        | —     |
| Відкритий клас | Люс'єн Бодр'є, Дубоск, Едуар Мантуа                           | Nina-Claire    | DNF        | DNF        | DNF        | DNF        | —     |
| Відкритий клас | Вільям Мартін                                                 | Pirouette      | DNF        | DNF        | DNF        | DNF        | —     |
| Відкритий клас | Жак де Констант                                               | Plume-Patte    | DNF        | DNF        | DNF        | DNF        | —     |
| Відкритий клас | Роберт Лінзел'є, Жан-Батіст Шарко                             | Quand-Même     | DNF        | DNF        | DNF        | DNF        | —     |
| Відкритий клас | Анрі Монно, Леон Телл'є, Гастон Колл'є                        | Sarcelle       | DNF        | DNF        | DNF        | DNF        | —     |
| Відкритий клас | Моріс Монно                                                   | Souriceau      | DNF        | DNF        | DNF        | DNF        | —     |
| Відкритий клас | Марсель Меран                                                 | Scamasaxe      | DNF        | DNF        | DNF        | DNF        | —     |
| Відкритий клас | П'єр де Болонь, Жоне-Пастре, Потт'є                           | Sidi-Fekkar    | DNF        | DNF        | DNF        | DNF        | —     |
| Відкритий клас | невідомі                                                      | Singy          | DNF        | DNF        | DNF        | DNF        | —     |
| Відкритий клас | Легру                                                         | Suzon IV       | DNF        | DNF        | DNF        | DNF        | —     |
| Відкритий клас | Поль Кутюр                                                    | Tornade        | DNF        | DNF        | DNF        | DNF        | —     |
| Відкритий клас | Росвельт                                                      | Verveine       | DNF        | DNF        | DNF        | DNF        | —     |
| Відкритий клас | Август Дормюль                                                | Carabinier     | DSQ        | DSQ        | DSQ        | DSQ        | —     |
| Відкритий клас | Текс'є, Текс'є                                                | Mamie          | DSQ        | DSQ        | DSQ        | DSQ        | —     |

### Перетягування канату
| Переможець                                                                                        | Результат | Переможений                                                                                 |
| ------------------------------------------------------------------------------------------------- | --------- | ------------------------------------------------------------------------------------------- |

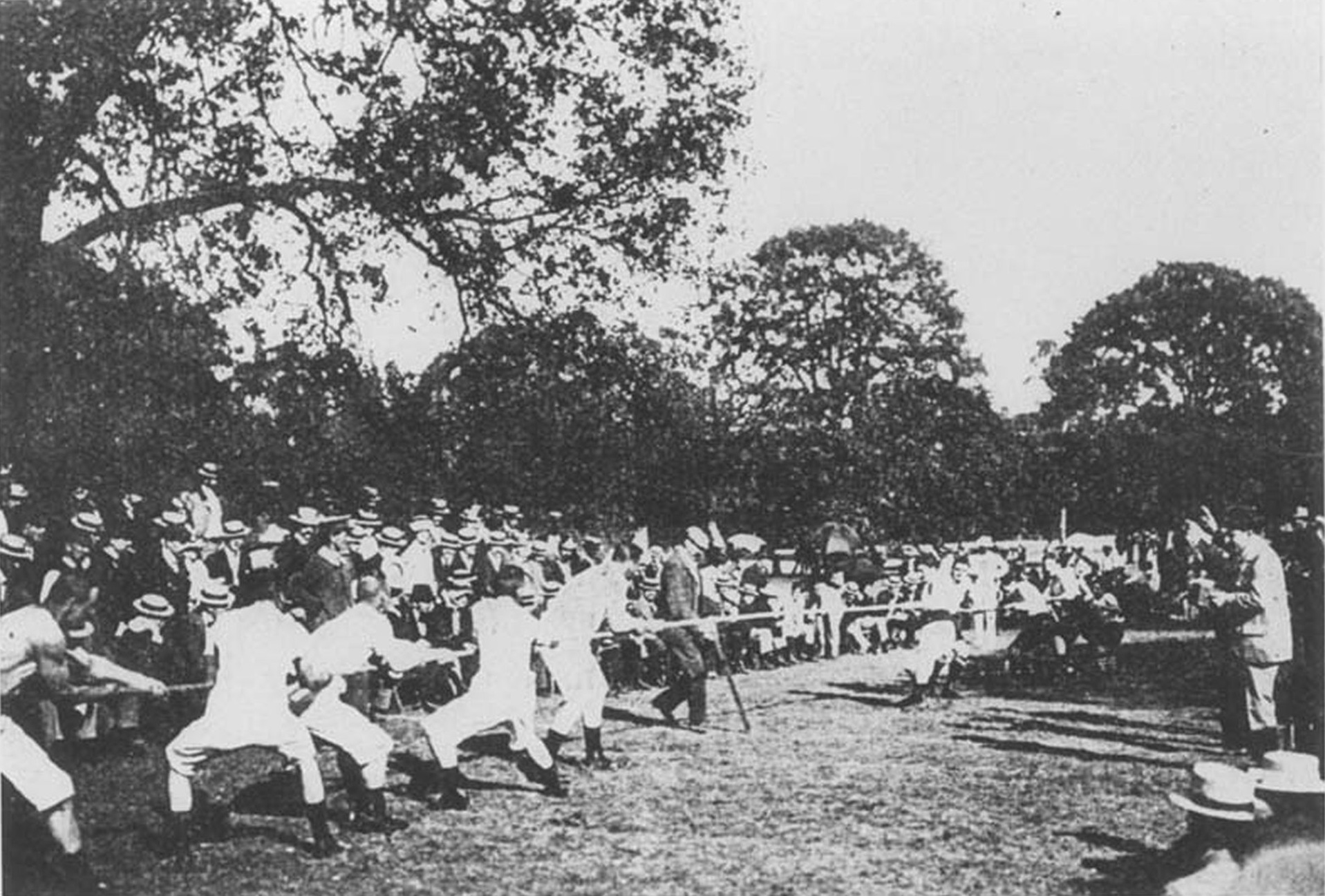
Перетягування канату на іграх

| Змішана команда Чарльз Вінклер Август Нільссон Густаф Седерстрем Ойген Шмідт Карл Штааф Едгар Ебю | 2:0       | Реймон Бассе Шарль Гондуан Константин Енрікес де Зубейра Жан Колля Жозеф Роффо Еміль Саррад |

### Поло
| Змагання | Спортсмени                                                                         | Чвертьфінал                      | Півфінал                        | Фінал                 |
| Змагання | Спортсмени                                                                         | Супротивник Результат            | Супротивник Результат           | Супротивник Результат |
| -------- | ---------------------------------------------------------------------------------- | -------------------------------- | ------------------------------- | --------------------- |
| Чоловіки | Фредерік Гілл Моріс Рауль-Дюваль Едуард Альфонс де Ротшільд Робер Фурн'є-Сарловезе |                                  | Змішана команда 1 програли; 4-6 | не пройшли            |
| Чоловіки | Луї де Біссача Жан Буссо Моріс Рауль-Дюваль Андре Фоке-Леметр                      | Змішана команда 1 програли; 0-10 | не пройшли                      | не пройшли            |

### Регбі

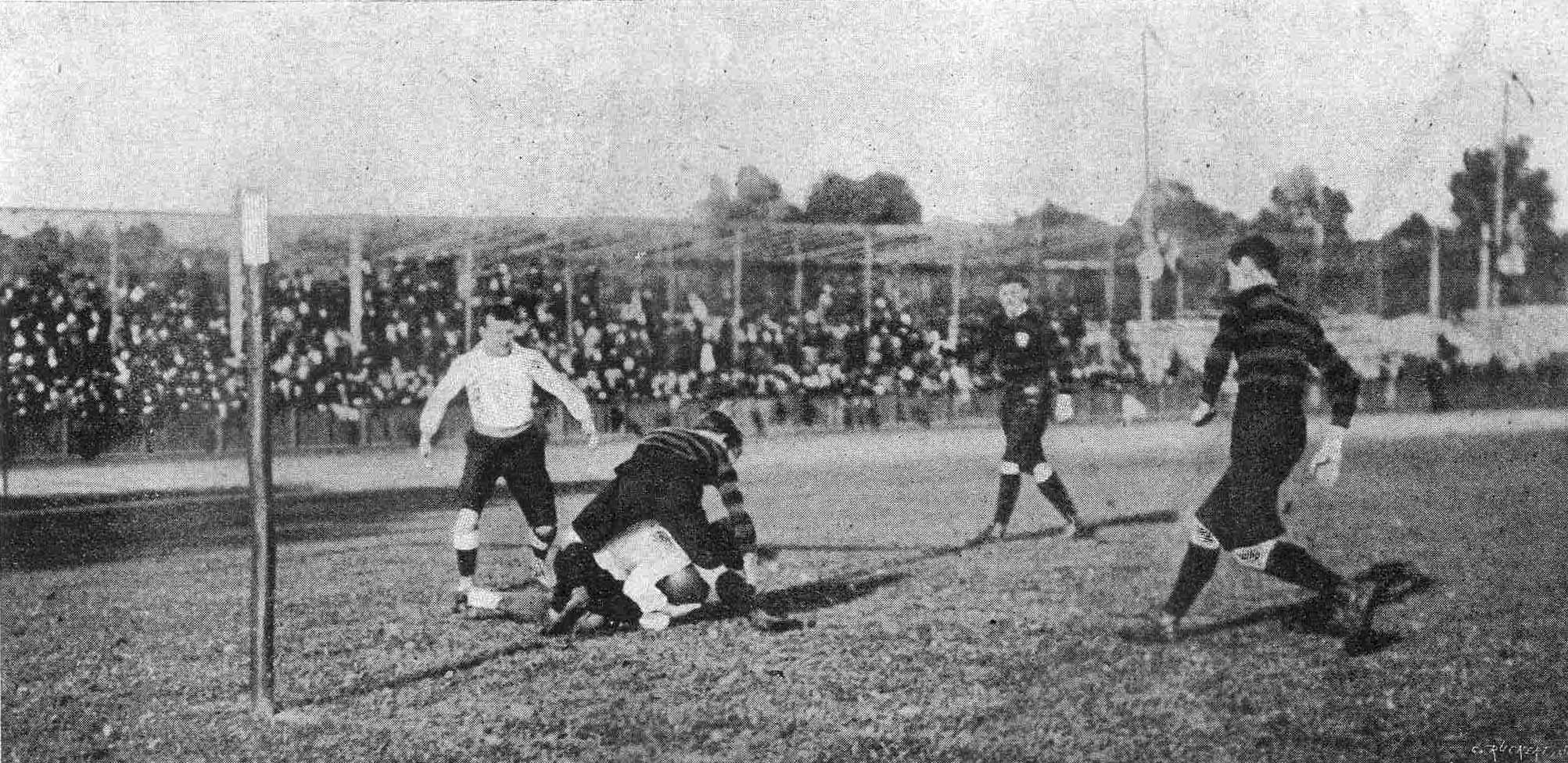
Матч між Францією і Німеччиною

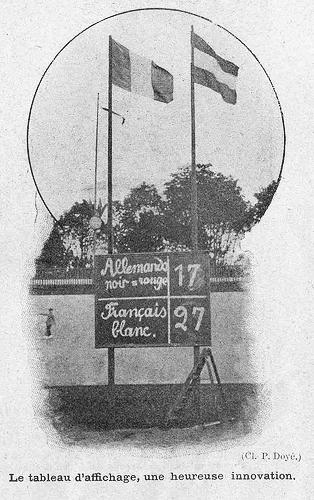
Табло після матча Німеччина-Франція

Склад команди
- Владімір Аітофф
- А. Альберт
- Леон Біноше
- Шарль Гондуан
- Жан Гі Гот'є
- Огюст Жіро
- Константин Енрікес де Зубейра
- Жан Колля
- Юбер Лефебр
- Віктор Ляршанде
- Жозеф Олів'є
- Франц Рейшель
- Андре Рішман
- Андре Рузвельт
- Еміль Саррад
- Александр Фарамон
- Жан Ерве

Змагання
| Дата      | Переможець | Рахунок      | Переможений |
| --------- | ---------- | ------------ | ----------- |
| 14 жовтня | Франція    | 27:17 (14:5) | Німеччина   |

| Дата      | Переможець | Рахунок     | Переможений     |
| --------- | ---------- | ----------- | --------------- |
| 28 жовтня | Франція    | 27:8 (21:0) | Велика Британія |

Кінцевий результат — 1

### Спортивна гімнастика
| Змагання               | Спортсмени     | Фінал     | Фінал |
| Змагання               | Спортсмени     | Результат | Місце |
| ---------------------- | -------------- | --------- | ----- |
| Індивідуальна першість | Гюстав Сандра  | 302       | 1     |
| Індивідуальна першість | Ноель Ба       | 295       | 2     |
| Індивідуальна першість | Люс'єн Демане  | 293       | 3     |
| Індивідуальна першість | П'єр Пассі     | 290       | 4     |
| Індивідуальна першість | Жюль Ролан     | 290       | 4     |
| Індивідуальна першість | Густав Фабрі   | 283       | 6     |
| Індивідуальна першість | Жозеф Мартіне  | 277       | 7     |
| Індивідуальна першість | Марсель Лалі   | 275       | 8     |
| Індивідуальна першість | Мувізе         | 275       | 8     |
| Індивідуальна першість | Л. Лестін'є    | 273       | 10    |
| Індивідуальна першість | Н. Деягжер     | 272       | 11    |
| Індивідуальна першість | Гаше           | 270       | 12    |
| Індивідуальна першість | Жозеф Лявіль   | 270       | 12    |
| Індивідуальна першість | Берузук        | 268       | 14    |
| Індивідуальна першість | Болле          | 267       | 15    |
| Індивідуальна першість | Кастільоні     | 267       | 15    |
| Індивідуальна першість | Гоше           | 266       | 17    |
| Індивідуальна першість | Морено         | 265       | 18    |
| Індивідуальна першість | Обре           | 264       | 19    |
| Індивідуальна першість | Даніель Лявіль | 263       | 21    |
| Індивідуальна першість | Монтель        | 262       | 22    |
| Індивідуальна першість | Гізель         | 261       | 23    |
| Індивідуальна першість | Шаан           | 261       | 23    |
| Індивідуальна першість | Аллегре        | 257       | 26    |
| Індивідуальна першість | Фернан Раво    | 256       | 27    |
| Індивідуальна першість | Полен Лямер    | 251       | 30    |
| Індивідуальна першість | Беттрем'є      | 249       | 32    |
| Індивідуальна першість | Домінік Раво   | 249       | 32    |
| Індивідуальна першість | А. Кастіль     | 248       | 35    |
| Індивідуальна першість | Жюль Перре     | 248       | 35    |
| Індивідуальна першість | Ведо           | 247       | 37    |
| Індивідуальна першість | Поль Гібьяр    | 247       | 37    |
| Індивідуальна першість | Жюль Лякотр    | 247       | 37    |
| Індивідуальна першість | Балос'є        | 246       | 40    |
| Індивідуальна першість | Імбер          | 246       | 40    |
| Індивідуальна першість | Пратв'єль      | 246       | 40    |
| Індивідуальна першість | Ель Буржуа     | 245       | 43    |
| Індивідуальна першість | Оноре          | 245       | 43    |
| Індивідуальна першість | Бушон          | 244       | 46    |
| Індивідуальна першість | Борне          | 243       | 47    |
| Індивідуальна першість | Ернест Кретью  | 243       | 47    |
| Індивідуальна першість | Мішо           | 242       | 49    |
| Індивідуальна першість | Жардін'є       | 241       | 50    |
| Індивідуальна першість | Лябональ       | 241       | 50    |
| Індивідуальна першість | Тір'є          | 241       | 50    |
| Індивідуальна першість | Фернбах        | 236       | 56    |
| Індивідуальна першість | Шерб           | 236       | 56    |
| Індивідуальна першість | Штрассер       | 236       | 56    |
| Індивідуальна першість | Грімм          | 233       | 60    |
| Індивідуальна першість | Сімон          | 233       | 60    |
| Індивідуальна першість | Булянже        | 232       | 62    |
| Індивідуальна першість | Леві           | 232       | 62    |
| Індивідуальна першість | Дероба         | 231       | 64    |
| Індивідуальна першість | Бланша         | 230       | 65    |
| Індивідуальна першість | Ля Бурвель     | 230       | 65    |
| Індивідуальна першість | Жюль Делеваль  | 229       | 67    |
| Індивідуальна першість | Сальсар        | 229       | 67    |
| Індивідуальна першість | Ф'єрен         | 228       | 69    |
| Індивідуальна першість | Жорж Дюбуа     | 225       | 70    |
| Індивідуальна першість | Дежен          | 221       | 74    |
| Індивідуальна першість | Бургуньо       | 220       | 75    |
| Індивідуальна першість | Анрі Кретью    | 220       | 75    |
| Індивідуальна першість | Отто Майер     | 219       | 77    |
| Індивідуальна першість | Віарт          | 216       | 79    |
| Індивідуальна першість | Душе           | 216       | 79    |
| Індивідуальна першість | Прадероль      | 216       | 79    |
| Індивідуальна першість | Дебели         | 214       | 84    |
| Індивідуальна першість | Декруз         | 214       | 84    |
| Індивідуальна першість | Ростін         | 214       | 84    |
| Індивідуальна першість | Дюфі           | 211       | 88    |
| Індивідуальна першість | Гілле          | 211       | 88    |
| Індивідуальна першість | Лябор          | 211       | 88    |
| Індивідуальна першість | Обер           | 211       | 88    |
| Індивідуальна першість | Боррі          | 210       | 93    |
| Індивідуальна першість | Вів'єль        | 210       | 93    |
| Індивідуальна першість | Кубі           | 210       | 93    |
| Індивідуальна першість | Пелат          | 210       | 93    |
| Індивідуальна першість | Оллів'є        | 209       | 97    |
| Індивідуальна першість | Шапо           | 208       | 98    |
| Індивідуальна першість | Міно           | 206       | 100   |
| Індивідуальна першість | Кун            | 205       | 101   |
| Індивідуальна першість | Деніс          | 204       | 102   |
| Індивідуальна першість | Жюль Піно      | 204       | 102   |
| Індивідуальна першість | Бароде         | 201       | 105   |
| Індивідуальна першість | Сіндрак        | 200       | 106   |
| Індивідуальна першість | Сюрса          | 196       | 108   |
| Індивідуальна першість | Буше           | 195       | 109   |
| Індивідуальна першість | Лякомб         | 195       | 109   |
| Індивідуальна першість | Ван Юль        | 194       | 111   |
| Індивідуальна першість | Фав'є          | 190       | 113   |
| Індивідуальна першість | Фуше           | 190       | 113   |
| Індивідуальна першість | Лемуан         | 187       | 115   |
| Індивідуальна першість | Декер          | 184       | 116   |
| Індивідуальна першість | Гермуен        | 183       | 117   |
| Індивідуальна першість | Жакмін         | 180       | 118   |
| Індивідуальна першість | Кер            | 178       | 120   |
| Індивідуальна першість | Коко           | 177       | 121   |
| Індивідуальна першість | Кусі           | 175       | 122   |
| Індивідуальна першість | Леруа          | 175       | 122   |
| Індивідуальна першість | Ванденхуа      | 166       | 125   |
| Індивідуальна першість | Берніллон      | 164       | 126   |
| Індивідуальна першість | Делалья        | 164       | 126   |
| Індивідуальна першість | Парізо         | 164       | 126   |
| Індивідуальна першість | Самюель Роше   | 164       | 126   |
| Індивідуальна першість | Туше           | 154       | 130   |
| Індивідуальна першість | Прил'є         | 149       | 131   |
| Індивідуальна першість | Байер          | 145       | 132   |
| Індивідуальна першість | Тер'єр         | 133       | 133   |

### Стрільба
| Змагання                               | Спортсмени                                                      | Фінал     | Фінал |
| Змагання                               | Спортсмени                                                      | Результат | Місце |
| -------------------------------------- | --------------------------------------------------------------- | --------- | ----- |
| Швидкісний пістолет, 25 метрів         | Моріс Ларруй                                                    | 58        | 1     |
| Швидкісний пістолет, 25 метрів         | Леон Моро                                                       | 57        | 2     |
| Швидкісний пістолет, 25 метрів         | Ежен Бальм                                                      | 57        | 3     |
| Швидкісний пістолет, 25 метрів         | Поль Моро                                                       | 57        | 4     |
| Швидкісний пістолет, 25 метрів         | Жозеф Ляббе                                                     | 57        | 6     |
| Пістолет, 50 метрів                    | Ахілл Парош                                                     | 466       | 2     |
| Пістолет, 50 метрів                    | Луї Дюффуа                                                      | 442       | 5     |
| Пістолет, 50 метрів                    | Леон Моро                                                       | 435       | 7     |
| Пістолет, 50 метрів                    | Жюль Трініте                                                    | 431       | 10    |
| Пістолет, 50 метрів                    | Моріс Лекок                                                     | 429       | 11    |
| Пістолет серед команд, 50 метрів       | Ахілл Парош, Луї Дюффуа, Леон Моро, Жюль Трініте, Моріс Лекок   | 2203      | 2     |
| Гвинтівка стоячи, 300 метрів           | Огюст Кавадіні                                                  | 278       | 10    |
| Гвинтівка стоячи, 300 метрів           | Леон Моро                                                       | 269       | 17    |
| Гвинтівка стоячи, 300 метрів           | Моріс Лекок                                                     | 268       | 19    |
| Гвинтівка стоячи, 300 метрів           | Ахілл Парош                                                     | 268       | 19    |
| Гвинтівка стоячи, 300 метрів           | Рене Томас                                                      | 254       | 24    |
| Гвинтівка з коліна, 300 метрів         | Ахілл Парош                                                     | 287       | 16    |
| Гвинтівка з коліна, 300 метрів         | Огюст Кавадіні                                                  | 286       | 17    |
| Гвинтівка з коліна, 300 метрів         | Леон Моро                                                       | 286       | 17    |
| Гвинтівка з коліна, 300 метрів         | Моріс Лекок                                                     | 271       | 22    |
| Гвинтівка з коліна, 300 метрів         | Рене Томас                                                      | 259       | 27    |
| Гвинтівка лежачи, 300 метрів           | Ахілл Парош                                                     | 332       | 1     |
| Гвинтівка лежачи, 300 метрів           | Леон Моро                                                       | 325       | 4     |
| Гвинтівка лежачи, 300 метрів           | Огюст Кавадіні                                                  | 316       | 7     |
| Гвинтівка лежачи, 300 метрів           | Рене Томас                                                      | 295       | 19    |
| Гвинтівка лежачи, 300 метрів           | Моріс Лекок                                                     | 284       | 25    |
| Гвинтівка з трьох положень, 300 метрів | Ахілл Парош                                                     | 887       | 7     |
| Гвинтівка з трьох положень, 300 метрів | Огюст Кавадіні                                                  | 880       | 11    |
| Гвинтівка з трьох положень, 300 метрів | Леон Моро                                                       | 880       | 11    |
| Гвинтівка з трьох положень, 300 метрів | Моріс Лекок                                                     | 823       | 21    |
| Гвинтівка з трьох положень, 300 метрів | Рене Томас                                                      | 808       | 26    |
| Гвинтівка серед команд, 300 метрів     | Ахілл Парош, Огюст Кавадіні, Леон Моро, Моріс Лекок, Рене Томас | 4278      | 3     |
| Трап                                   | Роже де Барбарен                                                | 17        | 1     |
| Трап                                   | Рене Гюйо                                                       | 17        | 2     |
| Трап                                   | Жюстін'єн де Кларі                                              | 17        | 3     |
| Трап                                   | Сезар де Бетте                                                  | 16        | 4     |
| Трап                                   | Хіларе                                                          | 15        | 5     |
| Трап                                   | Едуард Жене                                                     | 13        | 6     |
| Трап                                   | Де Жубер                                                        | 12        | 7     |
| Трап                                   | Жозеф Лаббе                                                     | 12        | 7     |
| Трап                                   | Сіо                                                             | 12        | 7     |
| Трап                                   | Жюль Шарпент'є                                                  | 12        | 7     |
| Трап                                   | Андре де Шоне                                                   | 12        | 7     |
| Трап                                   | Амеде Обрю                                                      | 11        | 13    |
| Трап                                   | Буке                                                            | невідомий | 15    |
| Трап                                   | Леон Моро                                                       | невідомий | 16    |
| Трап                                   | Ревердін                                                        | невідомий | 17    |
| Трап                                   | Жак Нів'єре                                                     | невідомий | 18    |
| Трап                                   | Гастон Легран                                                   | невідомий | 19    |
| Трап                                   | Адор                                                            | невідомий | 20    |
| Трап                                   | Мерс'є                                                          | невідомий | 21    |
| Трап                                   | Рожер Нив'єре                                                   | невідомий | 22    |
| Трап                                   | Де Монтолон                                                     | невідомий | 23    |
| Трап                                   | Де Сан-Жаме                                                     | невідомий | 24    |
| Трап                                   | Сукаре                                                          | невідомий | 25    |
| Трап                                   | П'єр Пер'є                                                      | невідомий | 26    |
| Трап                                   | Г. Бросселін                                                    | невідомий | 27    |
| Трап                                   | А. Дарніс                                                       | невідомий | 28    |
| Трап                                   | Н. Жюйо                                                         | невідомий | 29    |
| Трап                                   | Поршан'є                                                        | невідомий | 30    |
| Трап                                   | Анжу                                                            | невідомий | 31    |

### Стрільба з лука
| Змагання               | Спортсмени          | Фінал     | Фінал |
| Змагання               | Спортсмени          | Результат | Місце |
| ---------------------- | ------------------- | --------- | ----- |
| А ля ерш               | Огюст Серрюр'є      | невідомий | 2     |
| А ля пірамід           | Еміль Грюм'є        | невідомий | 1     |
| А ля пірамід           | Огюст Серрюр'є      | невідомий | 2     |
| Кордон доре, 33 метри  | Віктор Тібо         | невідомий | 2     |
| Кордон доре, 33 метри  | Шарль Фредерік Петі | невідомий | 3     |
| Кордон доре, 50 метрів | Анрі Еруен          | 31        | 1     |
| Кордон доре, 50 метрів | Еміль Фіссо         | 28        | 3     |
| Кордон доре, 50 метрів | Анрі Ель            | 27        | 4     |
| Кордон доре, 50 метрів | Едуард Бодуан       | 26        | 5     |
| Кордон доре, 50 метрів | Дене                | 26        | 6     |
| Кордон доре, 50 метрів | Галінар             | 26        | 7     |
| Кордон доре, 50 метрів | Леком               | 25        | 8     |
| Шапеле, 33 метри       | Віктор Тібо         | невідомий | 2     |
| Шапеле, 33 метри       | Шарль Фредерік Петі | невідомий | 3     |
| Шапеле, 50 метрів      | Ежен Мужен          | невідомий | 1     |
| Шапеле, 50 метрів      | Анрі Ель            | невідомий | 2     |
| Шапеле, 50 метрів      | Еміль Мерс'є        | невідомий | 3     |

### Теніс
| Змагання                   | Спортсмени                     | Перший раунд                         | Чвертьфінал                                                   | Півфінал                                                | Фінал                                                      |
| Змагання                   | Спортсмени                     | Соперник Результат                   | Соперник Результат                                            | Соперник Результат                                      | Соперник Результат                                         |
| -------------------------- | ------------------------------ | ------------------------------------ | ------------------------------------------------------------- | ------------------------------------------------------- | ---------------------------------------------------------- |
| Чоловічий одиночний розряд | Поль Лекарон                   | А. Ліппман виграв; 6-0, 6-1          | Реджінальд Дохерті програв; 2-6, 1-6                          | не пройшов                                              | не пройшов                                                 |
| Чоловічий одиночний розряд | Е. Дюран                       | Реджінальд Дохерті програв; 1-6, 3-6 | не пройшов                                                    | не пройшов                                              | не пройшов                                                 |
| Чоловічий одиночний розряд | П. Лебретон                    | Лоуренс Дохерти програв; 2-6, 3-6    | не пройшов                                                    | не пройшов                                              | не пройшов                                                 |
| Чоловічий одиночний розряд | А. Ліппман                     | Поль Лекарон програв; 0-6, 1-6       | не пройшов                                                    | не пройшов                                              | не пройшов                                                 |
| Чоловічий одиночний розряд | Андре Прево                    | Артур Норрис програв; 4-6, 4-6       | не пройшов                                                    | не пройшов                                              | не пройшов                                                 |
| Жіночий одиночний розряд   | Елен Прево                     |                                      | Джорджина Джонс виграла; 6-0, 6-1                             | Гедвіга Розенбаумова виграла; 6-1, 6-1                  | Шарлотта Купер програла; 1-6, 4-6                          |
| Жіночий одиночний розряд   | Фурр'є                         |                                      | Шарлотта Купер програла; 2-6, 0-6                             | не пройшла                                              | не пройшла                                                 |
| Чоловічий парний турнір    | Бэзил де Гармендиа Макс Декюжи |                                      | Чарльз Сандс Арчибальд Уорден виграли; 6-3, 7-5               | Андре Прево Жорж де ла Шапель виграли; 6-2, 6-4         | Лоуренс Дохерті Реджінальд Дохерті програли; 6-1, 6-1, 6-0 |
| Чоловічий парний турнір    | Андре Прево Жорж де ла Шапель  |                                      | Г. Лейне Е. де Лястур виграли; 6-3, 7-9, 6-2                  | Безіл де Гармендіа Макс Декюжі програли; 2-6, 4-6       | не пройшли                                                 |
| Чоловічий парний турнір    | Е. Дюран А. Шос'є-Магнан       |                                      | Гарольд Махони Артур Норріс програли; 8-6, 1-6, 3-6           | не пройшли                                              | не пройшли                                                 |
| Чоловічий парний турнір    | П. Лебретон Поль Лекарон       |                                      | Лоуренс Дохерті {Реджінальд Дохерті програли; 2-6, 3-6        | не пройшли                                              | не пройшли                                                 |
| Чоловічий парний турнір    | Г. Лейне Э. де Лястур          |                                      | Андре Прево Жорж де ла Шапель програли; 3-6, 9-7, 2-6         | не пройшли                                              | не пройшли                                                 |
| Змішаний розряд            | Елен Прево Гарольд Махоні      |                                      |                                                               | Гедвіга Розенбаумова Арчібальд Уорден виграли; 6-3, 6-0 | Шарлотта Купер Реджінальд Дохерті програли; 2-6, 4-6       |
| Змішаний розряд            | Каті Гілльо П. Верді-Делісль   |                                      | Гедвіга Розенбаумова Арчібальд Уорден програли; 3-6, 6-3, 2-6 | не пройшли                                              | не пройшли                                                 |

### Фехтування
| Змагання                       | Спортсмени                   | Перший раунд | Чвертьфінал    | Додатковий раунд | Півфінал                                 | Півфінал                                 | Півфінал                                 | Фінал                                    | Фінал                                    | Фінал                                    | Втішний ффнал |
| Змагання                       | Спортсмени                   | Місце        | Місце          | Місце            | Місце                                    | Виграшів                                 | Поразок                                  | Місце                                    | Виграшів                                 | Поразок                                  | Місце         |
| ------------------------------ | ---------------------------- | ------------ | -------------- | ---------------- | ---------------------------------------- | ---------------------------------------- | ---------------------------------------- | ---------------------------------------- | ---------------------------------------- | ---------------------------------------- | ------------- |
| Шпага                          | Луї Пере                     | 1            | 2              |                  | 2                                        | 2                                        | 2                                        | 2                                        | 4                                        | 1                                        |               |
| Шпага                          | Леон Се                      | 1            | 2              |                  | 3                                        | 3                                        | 3                                        | 3                                        | 3                                        | 2                                        |               |
| Шпага                          | Жорж де ла Фалез             | 2            | 3              |                  | 1                                        | 1                                        | 1                                        | 4                                        | 3                                        | 3                                        |               |
| Шпага                          | Едмон Уоллос                 | 2            | 1              |                  | 2                                        | 2                                        | 2                                        | 6                                        | 2                                        | 4                                        |               |
| Шпага                          | Гастон Алібер                | 1            | 1              |                  | 1                                        | 1                                        | 1                                        | 7                                        | 2                                        | 3                                        |               |
| Шпага                          | Леон Тібо                    | 2            | 4-6 2          |                  | 1                                        | 1                                        | 1                                        | 8                                        | 2                                        | 4                                        |               |
| Шпага                          | Анрі Пломме                  | 1            | 2              |                  | 2                                        | 2                                        | 2                                        | 9                                        | 0                                        | 6                                        |               |
| Шпага                          | Едуар де Лястур              | 2            | 2              |                  | 4-6                                      | 4-6                                      | 4-6                                      | не пройшов                               | не пройшов                               | не пройшов                               |               |
| Шпага                          | Жозеф-Марі Розе              | 1            | 3              |                  | 4-6                                      | 4-6                                      | 4-6                                      | не пройшов                               | не пройшов                               | не пройшов                               |               |
| Шпага                          | Жак Хольцшух                 | 2            | 1              |                  | 4-6                                      | 4-6                                      | 4-6                                      | не пройшов                               | не пройшов                               | не пройшов                               |               |
| Шпага                          | Моріс Буасдон                | 2            | 1              |                  | 4-6                                      | 4-6                                      | 4-6                                      | не пройшов                               | не пройшов                               | не пройшов                               |               |
| Шпага                          | Жан Дрюфю                    | 2            | 1              |                  | 4-6                                      | 4-6                                      | 4-6                                      | не пройшов                               | не пройшов                               | не пройшов                               |               |
| Шпага                          | Жюль де Прадель              | 1            | 3              |                  | 4-6                                      | 4-6                                      | 4-6                                      | не пройшов                               | не пройшов                               | не пройшов                               |               |
| Шпага                          | Александр Гійеман            | 1            | 4-6 3          |                  | 4-6                                      | 4-6                                      | 4-6                                      | не пройшов                               | не пройшов                               | не пройшов                               |               |
| Шпага                          | Марсель Леві                 | 1            | 3              |                  | 4-6                                      | 4-6                                      | 4-6                                      | не пройшов                               | не пройшов                               | не пройшов                               |               |
| Шпага                          | Рішар Уоллос                 | 1            | 1              |                  | 4-6                                      | 4-6                                      | 4-6                                      | не пройшов                               | не пройшов                               | не пройшов                               |               |
| Шпага                          | Жан-Андре Ійере              | 2            | 4-6            |                  | не пройшов                               | не пройшов                               | не пройшов                               | не пройшов                               | не пройшов                               | не пройшов                               |               |
| Шпага                          | Альфонс Мог                  | 2            | 4-6            |                  | не пройшов                               | не пройшов                               | не пройшов                               | не пройшов                               | не пройшов                               | не пройшов                               |               |
| Шпага                          | Жюль Рофф                    | 1            | 4-6            |                  | не пройшов                               | не пройшов                               | не пройшов                               | не пройшов                               | не пройшов                               | не пройшов                               |               |
| Шпага                          | Анрі Ебрар де Вільнев        | 1            | 4-6            |                  | не пройшов                               | не пройшов                               | не пройшов                               | не пройшов                               | не пройшов                               | не пройшов                               |               |
| Шпага                          | Рауль Бідо                   | 2            | 4-6            |                  | не пройшов                               | не пройшов                               | не пройшов                               | не пройшов                               | не пройшов                               | не пройшов                               |               |
| Шпага                          | Анрі-Жорж Берже              | 3-6 2        | 4-6            |                  | не пройшов                               | не пройшов                               | не пройшов                               | не пройшов                               | не пройшов                               | не пройшов                               |               |
| Шпага                          | Адр'єн Гюйон                 | 1            | 4-6            |                  | не пройшов                               | не пройшов                               | не пройшов                               | не пройшов                               | не пройшов                               | не пройшов                               |               |
| Шпага                          | Анрі Жан Дебю                | 2            | 4-6            |                  | не пройшов                               | не пройшов                               | не пройшов                               | не пройшов                               | не пройшов                               | не пройшов                               |               |
| Шпага                          | Едуар Фуш'є                  | 2            | 4-6            |                  | не пройшов                               | не пройшов                               | не пройшов                               | не пройшов                               | не пройшов                               | не пройшов                               |               |
| Шпага                          | Моріс Же                     | 2            | не брав участь |                  | не пройшов                               | не пройшов                               | не пройшов                               | не пройшов                               | не пройшов                               | не пройшов                               |               |
| Шпага                          | Андре-Марі Рабель            | 1            | не участвовал  |                  | не пройшов                               | не пройшов                               | не пройшов                               | не пройшов                               | не пройшов                               | не пройшов                               |               |
| Шпага                          | Жан-Жозеф Рено               | 1            | не брав участь |                  | не пройшов                               | не пройшов                               | не пройшов                               | не пройшов                               | не пройшов                               | не пройшов                               |               |
| Шпага                          | Віллі Зульцбахер             | 3            | не пройшов     |                  | не пройшов                               | не пройшов                               | не пройшов                               | не пройшов                               | не пройшов                               | не пройшов                               |               |
| Шпага                          | Ларів'є                      | 3            | не пройшов     |                  | не пройшов                               | не пройшов                               | не пройшов                               | не пройшов                               | не пройшов                               | не пройшов                               |               |
| Шпага                          | Дюкрей                       | 3            | не пройшов     |                  | не пройшов                               | не пройшов                               | не пройшов                               | не пройшов                               | не пройшов                               | не пройшов                               |               |
| Шпага                          | Люкета                       | 3-6          | не пройшов     |                  | не пройшов                               | не пройшов                               | не пройшов                               | не пройшов                               | не пройшов                               | не пройшов                               |               |
| Шпага                          | Моссо                        | 3-6          | не пройшов     |                  | не пройшов                               | не пройшов                               | не пройшов                               | не пройшов                               | не пройшов                               | не пройшов                               |               |
| Шпага                          | Андре Тінтан                 | 3-6          | не пройшов     |                  | не пройшов                               | не пройшов                               | не пройшов                               | не пройшов                               | не пройшов                               | не пройшов                               |               |
| Шпага                          | Гард'є                       | 3-6          | не пройшов     |                  | не пройшов                               | не пройшов                               | не пройшов                               | не пройшов                               | не пройшов                               | не пройшов                               |               |
| Шпага                          | Іван Івановіч                | 3-6          | не пройшов     |                  | не пройшов                               | не пройшов                               | не пройшов                               | не пройшов                               | не пройшов                               | не пройшов                               |               |
| Шпага                          | де ла Шевалярі               | 3-6          | не пройшов     |                  | не пройшов                               | не пройшов                               | не пройшов                               | не пройшов                               | не пройшов                               | не пройшов                               |               |
| Шпага                          | Еррісон                      | 3-6          | не пройшов     |                  | не пройшов                               | не пройшов                               | не пройшов                               | не пройшов                               | не пройшов                               | не пройшов                               |               |
| Шпага                          | Вев                          | 3-6          | не пройшов     |                  | не пройшов                               | не пройшов                               | не пройшов                               | не пройшов                               | не пройшов                               | не пройшов                               |               |
| Шпага                          | Морейль                      | 3-6          | не пройшов     |                  | не пройшов                               | не пройшов                               | не пройшов                               | не пройшов                               | не пройшов                               | не пройшов                               |               |
| Шпага                          | Жозеф Родрігес               | 3-6          | не пройшов     |                  | не пройшов                               | не пройшов                               | не пройшов                               | не пройшов                               | не пройшов                               | не пройшов                               |               |
| Шпага                          | П'єр Жорж Луї д’Юже          | 3-6          | не пройшов     |                  | не пройшов                               | не пройшов                               | не пройшов                               | не пройшов                               | не пройшов                               | не пройшов                               |               |
| Шпага                          | Е. Гра                       | 3-6          | не пройшов     |                  | не пройшов                               | не пройшов                               | не пройшов                               | не пройшов                               | не пройшов                               | не пройшов                               |               |
| Шпага                          | Массе                        | 3-6          | не пройшов     |                  | не пройшов                               | не пройшов                               | не пройшов                               | не пройшов                               | не пройшов                               | не пройшов                               |               |
| Шпага                          | А. Морен                     | 3-6          | не пройшов     |                  | не пройшов                               | не пройшов                               | не пройшов                               | не пройшов                               | не пройшов                               | не пройшов                               |               |
| Шпага                          | Лоізільон                    | 3-6          | не пройшов     |                  | не пройшов                               | не пройшов                               | не пройшов                               | не пройшов                               | не пройшов                               | не пройшов                               |               |
| Шпага                          | Сальванач                    | 3-6          | не пройшов     |                  | не пройшов                               | не пройшов                               | не пройшов                               | не пройшов                               | не пройшов                               | не пройшов                               |               |
| Шпага                          | де Сегонзак                  | 3-6          | не пройшов     |                  | не пройшов                               | не пройшов                               | не пройшов                               | не пройшов                               | не пройшов                               | не пройшов                               |               |
| Шпага                          | Лорен де Шампо               | 3-6          | не пройшов     |                  | не пройшов                               | не пройшов                               | не пройшов                               | не пройшов                               | не пройшов                               | не пройшов                               |               |
| Шпага                          | де Ластік                    | 3-6          | не пройшов     |                  | не пройшов                               | не пройшов                               | не пройшов                               | не пройшов                               | не пройшов                               | не пройшов                               |               |
| Шпага                          | Жорж Леруа                   | 3-6          | не пройшов     |                  | не пройшов                               | не пройшов                               | не пройшов                               | не пройшов                               | не пройшов                               | не пройшов                               |               |
| Шпага                          | Міллер                       | 3-6          | не пройшов     |                  | не пройшов                               | не пройшов                               | не пройшов                               | не пройшов                               | не пройшов                               | не пройшов                               |               |
| Шпага                          | Жозеф де Карама-Шіме         | 3-6          | не пройшов     |                  | не пройшов                               | не пройшов                               | не пройшов                               | не пройшов                               | не пройшов                               | не пройшов                               |               |
| Шпага                          | де Лягард'є                  | 3-6          | не пройшов     |                  | не пройшов                               | не пройшов                               | не пройшов                               | не пройшов                               | не пройшов                               | не пройшов                               |               |
| Шпага                          | Жорж Редей                   | 3-6          | не пройшов     |                  | не пройшов                               | не пройшов                               | не пройшов                               | не пройшов                               | не пройшов                               | не пройшов                               |               |
| Шпага                          | Проспер Сена                 | 3-6          | не пройшов     |                  | не пройшов                               | не пройшов                               | не пройшов                               | не пройшов                               | не пройшов                               | не пройшов                               |               |
| Шпага                          | Лемуан                       | 3-6          | не пройшов     |                  | не пройшов                               | не пройшов                               | не пройшов                               | не пройшов                               | не пройшов                               | не пройшов                               |               |
| Шпага                          | Анрі де Лябор                | 3-6          | не пройшов     |                  | не пройшов                               | не пройшов                               | не пройшов                               | не пройшов                               | не пройшов                               | не пройшов                               |               |
| Шпага                          | А. де Ромійі                 | 3-6          | не пройшов     |                  | не пройшов                               | не пройшов                               | не пройшов                               | не пройшов                               | не пройшов                               | не пройшов                               |               |
| Шпага                          | Клод де Буасс'єр             | 3-6          | не пройшов     |                  | не пройшов                               | не пройшов                               | не пройшов                               | не пройшов                               | не пройшов                               | не пройшов                               |               |
| Шпага                          | Альбер Каан                  | 3-6          | не пройшов     |                  | не пройшов                               | не пройшов                               | не пройшов                               | не пройшов                               | не пройшов                               | не пройшов                               |               |
| Шпага                          | де ля Турнабль               | 3-6          | не пройшов     |                  | не пройшов                               | не пройшов                               | не пройшов                               | не пройшов                               | не пройшов                               | не пройшов                               |               |
| Шпага                          | Фернанде                     | 3-6          | не пройшов     |                  | не пройшов                               | не пройшов                               | не пройшов                               | не пройшов                               | не пройшов                               | не пройшов                               |               |
| Шпага                          | де Мес                       | 3-6          | не пройшов     |                  | не пройшов                               | не пройшов                               | не пройшов                               | не пройшов                               | не пройшов                               | не пройшов                               |               |
| Шпага                          | Жозеф Родрігес               | 3-6          | не пройшов     |                  | не пройшов                               | не пройшов                               | не пройшов                               | не пройшов                               | не пройшов                               | не пройшов                               |               |
| Шпага                          | Луї Баст'єн                  | 3-6          | не пройшов     |                  | не пройшов                               | не пройшов                               | не пройшов                               | не пройшов                               | не пройшов                               | не пройшов                               |               |
| Шпага                          | Пебере                       | 3-6          | не пройшов     |                  | не пройшов                               | не пройшов                               | не пройшов                               | не пройшов                               | не пройшов                               | не пройшов                               |               |
| Шпага                          | Преро                        | 3-6          | не пройшов     |                  | не пройшов                               | не пройшов                               | не пройшов                               | не пройшов                               | не пройшов                               | не пройшов                               |               |
| Шпага                          | Стан Франсуа                 | 3-6          | не пройшов     |                  | не пройшов                               | не пройшов                               | не пройшов                               | не пройшов                               | не пройшов                               | не пройшов                               |               |
| Шпага                          | де Вар                       | 3-6          | не пройшов     |                  | не пройшов                               | не пройшов                               | не пройшов                               | не пройшов                               | не пройшов                               | не пройшов                               |               |
| Шпага                          | Дельпра                      | 3-6          | не пройшов     |                  | не пройшов                               | не пройшов                               | не пройшов                               | не пройшов                               | не пройшов                               | не пройшов                               |               |
| Шпага                          | А. Ляфонтен                  | 3-6          | не пройшов     |                  | не пройшов                               | не пройшов                               | не пройшов                               | не пройшов                               | не пройшов                               | не пройшов                               |               |
| Шпага                          | Адольф Томего                | 3-6          | не пройшов     |                  | не пройшов                               | не пройшов                               | не пройшов                               | не пройшов                               | не пройшов                               | не пройшов                               |               |
| Шпага                          | де Казенов                   | 3-7          | не пройшов     |                  | не пройшов                               | не пройшов                               | не пройшов                               | не пройшов                               | не пройшов                               | не пройшов                               |               |
| Шпага                          | де Прадіне                   | 3-7          | не пройшов     |                  | не пройшов                               | не пройшов                               | не пройшов                               | не пройшов                               | не пройшов                               | не пройшов                               |               |
| Шпага                          | Проспер                      | 3-7          | не пройшов     |                  | не пройшов                               | не пройшов                               | не пройшов                               | не пройшов                               | не пройшов                               | не пройшов                               |               |
| Шпага                          | Розенбаум                    | 3-7          | не пройшов     |                  | не пройшов                               | не пройшов                               | не пройшов                               | не пройшов                               | не пройшов                               | не пройшов                               |               |
| Шпага                          | Тіон де ля Шом               | 3-7          | не пройшов     |                  | не пройшов                               | не пройшов                               | не пройшов                               | не пройшов                               | не пройшов                               | не пройшов                               |               |
| Шпага                          | Гастон Ашіль                 | 3-7          | не пройшов     |                  | не пройшов                               | не пройшов                               | не пройшов                               | не пройшов                               | не пройшов                               | не пройшов                               |               |
| Шпага                          | Дюкло                        | 3-7          | не пройшов     |                  | не пройшов                               | не пройшов                               | не пройшов                               | не пройшов                               | не пройшов                               | не пройшов                               |               |
| Шпага                          | Уэбер                        | 3-7          | не пройшов     |                  | не пройшов                               | не пройшов                               | не пройшов                               | не пройшов                               | не пройшов                               | не пройшов                               |               |
| Шпага                          | Фішо                         | 3-7          | не пройшов     |                  | не пройшов                               | не пройшов                               | не пройшов                               | не пройшов                               | не пройшов                               | не пройшов                               |               |
| Шпага                          | Базен                        | 4-6          | не пройшов     |                  | не пройшов                               | не пройшов                               | не пройшов                               | не пройшов                               | не пройшов                               | не пройшов                               |               |
| Шпага                          | П'єр Томего                  | 4-6          | не пройшов     |                  | не пройшов                               | не пройшов                               | не пройшов                               | не пройшов                               | не пройшов                               | не пройшов                               |               |
| Шпага                          | Флер'є                       | 4-6          | не пройшов     |                  | не пройшов                               | не пройшов                               | не пройшов                               | не пройшов                               | не пройшов                               | не пройшов                               |               |
| Шпага                          | Адам                         | 4-6          | не пройшов     |                  | не пройшов                               | не пройшов                               | не пройшов                               | не пройшов                               | не пройшов                               | не пройшов                               |               |
| Шпага                          | Робер Марк                   | 4-6          | не пройшов     |                  | не пройшов                               | не пройшов                               | не пройшов                               | не пройшов                               | не пройшов                               | не пройшов                               |               |
| Шпага                          | Тайефер                      | 4-6          | не пройшов     |                  | не пройшов                               | не пройшов                               | не пройшов                               | не пройшов                               | не пройшов                               | не пройшов                               |               |
| Шпага                          | Андреак                      | 4-6          | не пройшов     |                  | не пройшов                               | не пройшов                               | не пройшов                               | не пройшов                               | не пройшов                               | не пройшов                               |               |
| Шпага                          | Кост'єско                    | 4-6          | не пройшов     |                  | не пройшов                               | не пройшов                               | не пройшов                               | не пройшов                               | не пройшов                               | не пройшов                               |               |
| Шпага серед маестро            | Альбер Айя                   | 1            |                |                  | 1                                        | 1                                        | 1                                        | 1                                        | 1                                        | 1                                        |               |
| Шпага серед маестро            | Еміль Буньоль                | 1            |                |                  | 1                                        | 1                                        | 1                                        | 2                                        | 2                                        | 2                                        |               |
| Шпага серед маестро            | Анрі Лоран                   | 2            |                |                  | 2                                        | 2                                        | 2                                        | 3                                        | 3                                        | 3                                        |               |
| Шпага серед маестро            | Іпполіт-Жак Іверно           | 2            |                |                  | 3                                        | 3                                        | 3                                        | 4                                        | 4                                        | 4                                        |               |
| Шпага серед маестро            | Марі-Луї Дамотт              | 1            |                |                  | 3                                        | 3                                        | 3                                        | 5                                        | 5                                        | 5                                        |               |
| Шпага серед маестро            | Ж. Брассар                   | 1            |                |                  | 2                                        | 2                                        | 2                                        | 6                                        | 6                                        | 6                                        |               |
| Шпага серед маестро            | Лезар 1                      | 2            |                |                  | 2                                        | 2                                        | 2                                        | 7                                        | 7                                        | 7                                        |               |
| Шпага серед маестро            | Жорж Журдан                  | 1            |                |                  | 1                                        | 1                                        | 1                                        | 8                                        | 8                                        | 8                                        |               |
| Шпага серед маестро            | Безі                         | 1            |                |                  | 3                                        | 3                                        | 3                                        | 9                                        | 9                                        | 9                                        |               |
| Шпага серед маестро            | Ламбер Жанвуа                | 2            |                |                  | 4-6                                      | 4-6                                      | 4-6                                      | не пройшов                               | не пройшов                               | не пройшов                               |               |
| Шпага серед маестро            | Офор                         | 1            |                |                  | 4-6                                      | 4-6                                      | 4-6                                      | не пройшов                               | не пройшов                               | не пройшов                               |               |
| Шпага серед маестро            | Пантен                       | 1            |                |                  | 4-6                                      | 4-6                                      | 4-6                                      | не пройшов                               | не пройшов                               | не пройшов                               |               |
| Шпага серед маестро            | Фелікс Айя                   | 2            |                |                  | 4-6                                      | 4-6                                      | 4-6                                      | не пройшов                               | не пройшов                               | не пройшов                               |               |
| Шпага серед маестро            | Жорж-Жозеф Аллер             | 2            |                |                  | 4-6                                      | 4-6                                      | 4-6                                      | не пройшов                               | не пройшов                               | не пройшов                               |               |
| Шпага серед маестро            | Жан Мішель                   | 1            |                |                  | 4-6                                      | 4-6                                      | 4-6                                      | не пройшов                               | не пройшов                               | не пройшов                               |               |
| Шпага серед маестро            | Анрі Івон                    | 2            |                |                  | 4-6                                      | 4-6                                      | 4-6                                      | не пройшов                               | не пройшов                               | не пройшов                               |               |
| Шпага серед маестро            | Жорж Клапп'є                 | 2            |                |                  | 4-6                                      | 4-6                                      | 4-6                                      | не пройшов                               | не пройшов                               | не пройшов                               |               |
| Шпага серед маестро            | Лезар 2                      | 2            |                |                  | 4-6                                      | 4-6                                      | 4-6                                      | не пройшов                               | не пройшов                               | не пройшов                               |               |
| Шпага серед маестро            | Дебріне                      | 3-6          |                |                  | не пройшов                               | не пройшов                               | не пройшов                               | не пройшов                               | не пройшов                               | не пройшов                               |               |
| Шпага серед маестро            | Депре                        | 3-6          |                |                  | не пройшов                               | не пройшов                               | не пройшов                               | не пройшов                               | не пройшов                               | не пройшов                               |               |
| Шпага серед маестро            | Но                           | 3-6          |                |                  | не пройшов                               | не пройшов                               | не пройшов                               | не пройшов                               | не пройшов                               | не пройшов                               |               |
| Шпага серед маестро            | Ассе                         | 3-6          |                |                  | не пройшов                               | не пройшов                               | не пройшов                               | не пройшов                               | не пройшов                               | не пройшов                               |               |
| Шпага серед маестро            | Жозеф-Огюст Мете             | 3-6          |                |                  | не пройшов                               | не пройшов                               | не пройшов                               | не пройшов                               | не пройшов                               | не пройшов                               |               |
| Шпага серед маестро            | Франсі Сабурен               | 3-6          |                |                  | не пройшов                               | не пройшов                               | не пройшов                               | не пройшов                               | не пройшов                               | не пройшов                               |               |
| Шпага серед маестро            | Флао                         | 3-6          |                |                  | не пройшов                               | не пройшов                               | не пройшов                               | не пройшов                               | не пройшов                               | не пройшов                               |               |
| Шпага серед маестро            | Бормель                      | 3-6          |                |                  | не пройшов                               | не пройшов                               | не пройшов                               | не пройшов                               | не пройшов                               | не пройшов                               |               |
| Шпага серед маестро            | Роке                         | 3-6          |                |                  | не пройшов                               | не пройшов                               | не пройшов                               | не пройшов                               | не пройшов                               | не пройшов                               |               |
| Шпага серед маестро            | Сурзе                        | 3-6          |                |                  | не пройшов                               | не пройшов                               | не пройшов                               | не пройшов                               | не пройшов                               | не пройшов                               |               |
| Шпага серед маестро            | Луї Гарноті                  | 3-6          |                |                  | не пройшов                               | не пройшов                               | не пройшов                               | не пройшов                               | не пройшов                               | не пройшов                               |               |
| Шпага серед маестро            | Ел'є Дюфрессе                | 3-6          |                |                  | не пройшов                               | не пройшов                               | не пройшов                               | не пройшов                               | не пройшов                               | не пройшов                               |               |
| Шпага серед маестро            | Сере                         | 3-6          |                |                  | не пройшов                               | не пройшов                               | не пройшов                               | не пройшов                               | не пройшов                               | не пройшов                               |               |
| Шпага серед маестро            | Шарль Марти                  | 3-6          |                |                  | не прошёл                                | не прошёл                                | не прошёл                                | не прошёл                                | не прошёл                                | не прошёл                                |               |
| Шпага серед маестро            | Констан Дюло                 | 3-6          |                |                  | не пройшов                               | не пройшов                               | не пройшов                               | не пройшов                               | не пройшов                               | не пройшов                               |               |
| Шпага серед маестро            | Рауль Клері                  | 3-6          |                |                  | не пройшов                               | не пройшов                               | не пройшов                               | не пройшов                               | не пройшов                               | не пройшов                               |               |
| Шпага серед маестро            | Ляфудр'єр                    | 3-6          |                |                  | не пройшов                               | не пройшов                               | не пройшов                               | не пройшов                               | не пройшов                               | не пройшов                               |               |
| Шпага серед маестро            | Негру                        | 3-6          |                |                  | не пройшов                               | не пройшов                               | не пройшов                               | не пройшов                               | не пройшов                               | не пройшов                               |               |
| Шпага серед маестро            | Еммануель Андрю              | 3-6          |                |                  | не пройшов                               | не пройшов                               | не пройшов                               | не пройшов                               | не пройшов                               | не пройшов                               |               |
| Шпага серед маестро            | Ксав'єр Анчетті              | 3-6          |                |                  | не пройшов                               | не пройшов                               | не пройшов                               | не пройшов                               | не пройшов                               | не пройшов                               |               |
| Шпага серед маестро            | Лоне                         | 3-6          |                |                  | не пройшов                               | не пройшов                               | не пройшов                               | не пройшов                               | не пройшов                               | не пройшов                               |               |
| Шпага серед аматорів і маестро | Альбер Айя                   |              |                |                  |                                          |                                          |                                          | 1                                        | 7                                        | 0                                        |               |
| Шпага серед аматорів і маестро | Леон Се                      |              |                |                  |                                          |                                          |                                          | 2                                        | 4                                        | 3                                        |               |
| Шпага серед аматорів і маестро | Жорж де ла Фалез             |              |                |                  |                                          |                                          |                                          | 4                                        | 3                                        | 4                                        |               |
| Шпага серед аматорів і маестро | Еміль Буньоль                |              |                |                  |                                          |                                          |                                          | 5                                        | 2                                        | 5                                        |               |
| Шпага серед аматорів і маестро | Іпполит-Жак Іверно           |              |                |                  |                                          |                                          |                                          | 5                                        | 2                                        | 5                                        |               |
| Шпага серед аматорів і маестро | Анрі Лоран                   |              |                |                  |                                          |                                          |                                          | 5                                        | 2                                        | 5                                        |               |
| Шпага серед аматорів і маестро | Луї Пере                     |              |                |                  |                                          |                                          |                                          | 5                                        | 2                                        | 5                                        |               |
| Рапіра                         | Еміль Кост                   | пройшов      | пройшов        |                  | 1                                        | 7                                        | 0                                        | 1                                        | 6                                        | 1                                        |               |
| Рапіра                         | Анрі Массон                  | пройшов      | пройшов        |                  | 2                                        | 5                                        | 2                                        | 2                                        | 5                                        | 2                                        |               |
| Рапіра                         | Марсель Буланже              | пройшов      | пройшов        |                  | 1                                        | невідомо                                 | невідомо                                 | 3                                        | 4                                        | 3                                        |               |
| Рапіра                         | Дебо                         | пройшов      | пройшов        |                  | 2                                        | невідомо                                 | невідомо                                 | 4                                        | 4                                        | 3                                        |               |
| Рапіра                         | П'єр Жорж Лу] д’Юже          | пройшов      | вибув          | пройшов          | 3                                        | невідомо                                 | невідомо                                 | 5                                        | 3                                        | 4                                        |               |
| Рапіра                         | Проспер Сена                 | пройшов      | вибув          | пройшов          | 3                                        | 5                                        | 2                                        | 6                                        | 3                                        | 4                                        |               |
| Рапіра                         | Жорж Діллон-Каванья          | пройшов      | вибув          | пройшов          | 4                                        | невідомо                                 | невідомо                                 | 7                                        | 2                                        | 5                                        |               |
| Рапіра                         | де Бойсс'є                   | пройшов      | пройшов        |                  | 6                                        | 2                                        | 5                                        | не прошёл                                | не прошёл                                | не прошёл                                | 1             |
| Рапіра                         | Ежен де Лож Берже            | пройшов      | вибув          | пройшов          | 8                                        | невідомо                                 | невідомо                                 | не пройшов                               | не пройшов                               | не пройшов                               | 2             |
| Рапіра                         | де Сан-Ежнен                 | пройшов      | вибув          | вибув            | не пройшов                               | не пройшов                               | не пройшов                               | не пройшов                               | не пройшов                               | не пройшов                               | 3             |
| Рапіра                         | Бело                         | пройшов      | вибув          | пройшов          | 7                                        | 2                                        | 5                                        | не пройшов                               | не пройшов                               | не пройшов                               | 4             |
| Рапіра                         | Дюкро                        | пройшов      | пройшов        |                  | 7                                        | невідомо                                 | невідомо                                 | не пройшов                               | не пройшов                               | не пройшов                               | 5             |
| Рапіра                         | Андре Гюйо                   | пройшов      | пройшов        |                  | 6                                        | невідомо                                 | невідомо                                 | не пройшов                               | не пройшов                               | не пройшов                               | 7             |
| Рапіра                         | Жюрен                        | пройшов      | пройшов        |                  | 5                                        | 3                                        | 4                                        | не пройшов                               | не пройшов                               | не пройшов                               | 8             |
| Рапіра                         | Жоб'є                        | пройшов      | вибув          | програв          | не пройшов                               | не пройшов                               | не пройшов                               | не пройшов                               | не пройшов                               | не пройшов                               | не пройшов    |
| Рапіра                         | Анрі Пломме                  | пройшов      | вибув          | програв          | не пройшов                               | не пройшов                               | не пройшов                               | не пройшов                               | не пройшов                               | не пройшов                               | не пройшов    |
| Рапіра                         | де Сан-Еньян                 | пройшов      | вибув          | програл          | не пройшов                               | не пройшов                               | не пройшов                               | не пройшов                               | не пройшов                               | не пройшов                               | не пройшов    |
| Рапіра                         | Тайефер                      | пройшов      | вибув          | програв          | не пройшов                               | не пройшов                               | не пройшов                               | не пройшов                               | не пройшов                               | не пройшов                               | не пройшов    |
| Рапіра                         | Леон Тібо                    | пройшов      | вибув          | програв          | не пройшов                               | не пройшов                               | не пройшов                               | не пройшов                               | не пройшов                               | не пройшов                               | не пройшов    |
| Рапіра                         | Ферран                       | пройшов      | вибув          | програв          | не пройшов                               | не пройшов                               | не пройшов                               | не пройшов                               | не пройшов                               | не пройшов                               | не пройшов    |
| Рапіра                         | Андре Шонен                  | пройшов      | вибув          | програв          | не пройшов                               | не пройшов                               | не пройшов                               | не пройшов                               | не пройшов                               | не пройшов                               | не пройшов    |
| Рапіра                         | Х. Валярш                    | пройшов      | програв        | не пройшов       | не пройшов                               | не пройшов                               | не пройшов                               | не пройшов                               | не пройшов                               | не пройшов                               | не пройшов    |
| Рапіра                         | Ваттел'є                     | пройшов      | програв        | не пройшов       | не пройшов                               | не пройшов                               | не пройшов                               | не пройшов                               | не пройшов                               | не пройшов                               | не пройшов    |
| Рапіра                         | Жактель                      | пройшов      | програв        | не пройшов       | не пройшов                               | не пройшов                               | не пройшов                               | не пройшов                               | не пройшов                               | не пройшов                               | не пройшов    |
| Рапіра                         | Кальве                       | пройшов      | програв        | не пройшов       | не пройшов                               | не пройшов                               | не пройшов                               | не пройшов                               | не пройшов                               | не пройшов                               | не пройшов    |
| Рапіра                         | Альбер Каэн                  | пройшов      | програв        | не пройшов       | не пройшов                               | не пройшов                               | не пройшов                               | не пройшов                               | не пройшов                               | не пройшов                               | не пройшов    |
| Рапіра                         | Робер Марк                   | пройшов      | програв        | не пройшов       | не пройшов                               | не пройшов                               | не пройшов                               | не пройшов                               | не пройшов                               | не пройшов                               | не пройшов    |
| Рапіра                         | Мартіні                      | пройшов      | програв        | не пройшов       | не пройшов                               | не пройшов                               | не пройшов                               | не пройшов                               | не пройшов                               | не пройшов                               | не пройшов    |
| Рапіра                         | Рафаель Перріссу             | пройшов      | програв        | не пройшов       | не пройшов                               | не пройшов                               | не пройшов                               | не пройшов                               | не пройшов                               | не пройшов                               | не пройшов    |
| Рапіра                         | Судуа                        | пройшов      | програв        | не пройшов       | не пройшов                               | не пройшов                               | не пройшов                               | не пройшов                               | не пройшов                               | не пройшов                               | не пройшов    |
| Рапіра                         | Анрі-Жорж Берже              | програв      | не пройшов     | не пройшов       | не пройшов                               | не пройшов                               | не пройшов                               | не пройшов                               | не пройшов                               | не пройшов                               | не пройшов    |
| Рапіра                         | Гард'є                       | програв      | не пройшов     | не пройшов       | не пройшов                               | не пройшов                               | не пройшов                               | не пройшов                               | не пройшов                               | не пройшов                               | не пройшов    |
| Рапіра                         | Альбер Гот'є                 | програв      | не пройшов     | не пройшов       | не пройшов                               | не пройшов                               | не пройшов                               | не пройшов                               | не пройшов                               | не пройшов                               | не пройшов    |
| Рапіра                         | Гроссар                      | програв      | не пройшов     | не пройшов       | не пройшов                               | не пройшов                               | не пройшов                               | не пройшов                               | не пройшов                               | не пройшов                               | не пройшов    |
| Рапіра                         | Корвінгтон                   | програв      | не пройшов     | не пройшов       | не пройшов                               | не пройшов                               | не пройшов                               | не пройшов                               | не пройшов                               | не пройшов                               | не пройшов    |
| Рапіра                         | Поль Леруа                   | програв      | не пройшов     | не пройшов       | не пройшов                               | не пройшов                               | не пройшов                               | не пройшов                               | не пройшов                               | не пройшов                               | не пройшов    |
| Рапіра                         | Пассера                      | програв      | не пройшов     | не пройшов       | не пройшов                               | не пройшов                               | не пройшов                               | не пройшов                               | не пройшов                               | не пройшов                               | не пройшов    |
| Рапіра                         | Пелабон                      | програв      | не пройшов     | не пройшов       | не пройшов                               | не пройшов                               | не пройшов                               | не пройшов                               | не пройшов                               | не пройшов                               | не пройшов    |
| Рапіра                         | П'є                          | програd      | не пройшов     | не пройшов       | не пройшов                               | не пройшов                               | не пройшов                               | не пройшов                               | не пройшов                               | не пройшов                               | не пройшов    |
| Рапіра                         | Едуар Фуш'є                  | програв      | не пройшов     | не пройшов       | не пройшов                               | не пройшов                               | не пройшов                               | не пройшов                               | не пройшов                               | не пройшов                               | не пройшов    |
| Рапіра серед маестро           | Люс'єн Меріньяк              | пройшов      | пройшов        |                  | 1                                        | 7                                        | 0                                        | 1                                        | 6                                        | 1                                        |               |
| Рапіра серед маестро           | Альфонс Кіршофер             | пройшов      | пройшов        |                  | 2                                        | 6                                        | 1                                        | 2                                        | 6                                        | 1                                        |               |
| Рапіра серед маестро           | Жан Батіст Мімьяг            | пройшов      | пройшов        |                  | 2                                        | 6                                        | 1                                        | 3                                        | 4                                        | 3                                        |               |
| Рапіра серед маестро           | Жюль Россіньоль              | пройшов      | пройшов        |                  | 3                                        | 5                                        | 2                                        | 5                                        | 3                                        | 4                                        |               |
| Рапіра серед маестро           | Леопольд Рамю                | пройшов      | пройшов        |                  | 4                                        | 4                                        | 3                                        | 6                                        | 2                                        | 5                                        |               |
| Рапіра серед маестро           | Адольф Рульо                 | пройшов      | пройшов        |                  | 1                                        | 7                                        | 0                                        | 8                                        | 3                                        | 4                                        |               |
| Рапіра серед маестро           | Жорж-Жозеф Аллер             | пройшов      | вибув          | пройшов          | 5                                        | 2                                        | 5                                        | не пройшов                               | не пройшов                               | не пройшов                               | 1             |
| Рапіра серед маестро           | Лемуан                       | пройшов      | вибув          | пройшов          | 5                                        | 2                                        | 5                                        | не пройшов                               | не пройшов                               | не пройшов                               | 3             |
| Рапіра серед маестро           | Жорж Лефевр                  | пройшов      | вибув          | пройшов          | 6                                        | 1                                        | 6                                        | не пройшов                               | не пройшов                               | не пройшов                               | 4             |
| Рапіра серед маестро           | Булянжер                     | пройшов      | вибув          | пройшов          | 6                                        | 1                                        | 6                                        | не пройшов                               | не пройшов                               | не пройшов                               | 5             |
| Рапіра серед маестро           | Мілле                        | пройшов      | вибув          | пройшов          | 7                                        | 1                                        | 6                                        | не пройшов                               | не пройшов                               | не пройшов                               | 6             |
| Рапіра серед маестро           | Мішель Філіппі               | пройшов      | вибув          | пройшов          | 6                                        | 1                                        | 6                                        | не пройшов                               | не пройшов                               | не пройшов                               | 8             |
| Рапіра серед маестро           | Ксав'єр Анчетті              | пройшов      | вибув          | програв          | не пройшов                               | не пройшов                               | не пройшов                               | не пройшов                               | не пройшов                               | не пройшов                               | не пройшов    |
| Рапіра серед маестро           | Жорж Берже                   | пройшов      | вибув          | програв          | не пройшов                               | не пройшов                               | не пройшов                               | не пройшов                               | не пройшов                               | не пройшов                               | не пройшов    |
| Рапіра серед маестро           | Мішель Беттенфельд           | пройшов      | вибув          | програв          | не пройшов                               | не пройшов                               | не пройшов                               | не пройшов                               | не пройшов                               | не пройшов                               | не пройшов    |
| Рапіра серед маестро           | Бормель                      | пройшов      | вибув          | програв          | не пройшов                               | не пройшов                               | не пройшов                               | не пройшов                               | не пройшов                               | не пройшов                               | не пройшов    |
| Рапіра серед маестро           | Жан-Марі Боррінже            | пройшов      | вибув          | програв          | не пройшов                               | не пройшов                               | не пройшов                               | не пройшов                               | не пройшов                               | не пройшов                               | не пройшов    |
| Рапіра серед маестро           | Ж. Брассар                   | пройшов      | вибув          | програв          | не пройшов                               | не пройшов                               | не пройшов                               | не пройшов                               | не пройшов                               | не пройшов                               | не пройшов    |
| Рапіра серед маестро           | Бро                          | пройшов      | вибув          | програв          | не пройшов                               | не пройшов                               | не пройшов                               | не пройшов                               | не пройшов                               | не пройшов                               | не пройшов    |
| Рапіра серед маестро           | Жан Булеж                    | пройшов      | вибув          | програв          | не пройшов                               | не пройшов                               | не пройшов                               | не пройшов                               | не пройшов                               | не пройшов                               | не пройшов    |
| Рапіра серед маестро           | Арман Вік'є                  | пройшов      | вибув          | програв          | не пройшов                               | не пройшов                               | не пройшов                               | не пройшов                               | не пройшов                               | не пройшов                               | не пройшов    |
| Рапіра серед маестро           | Луї Гот'є                    | пройшов      | вибув          | програв          | не пройшов                               | не пройшов                               | не пройшов                               | не пройшов                               | не пройшов                               | не пройшов                               | не пройшов    |
| Рапіра серед маестро           | Франсуа Делібе               | пройшов      | вибув          | програв          | не пройшов                               | не пройшов                               | не пройшов                               | не пройшов                               | не пройшов                               | не пройшов                               | не пройшов    |
| Рапіра серед маестро           | Діз'є                        | пройшов      | вибув          | програв          | не пройшов                               | не пройшов                               | не пройшов                               | не пройшов                               | не пройшов                               | не пройшов                               | не пройшов    |
| Рапіра серед маестро           | Анрі Ивон                    | пройшов      | вибув          | програв          | не пройшов                               | не пройшов                               | не пройшов                               | не пройшов                               | не пройшов                               | не пройшов                               | не пройшов    |
| Рапіра серед маестро           | Поль Каррішон                | пройшов      | вибув          | програв          | не пройшов                               | не пройшов                               | не пройшов                               | не пройшов                               | не пройшов                               | не пройшов                               | не пройшов    |
| Рапіра серед маестро           | Люс'єн Ларже                 | пройшов      | вибув          | програв          | не пройшов                               | не пройшов                               | не пройшов                               | не пройшов                               | не пройшов                               | не пройшов                               | не пройшов    |
| Рапіра серед маестро           | Людовік Лябордер'є           | пройшов      | вибув          | програв          | не пройшов                               | не пройшов                               | не пройшов                               | не пройшов                               | не пройшов                               | не пройшов                               | не пройшов    |
| Рапіра серед маестро           | Шарль Марті                  | пройшов      | вибув          | програв          | не пройшов                               | не пройшов                               | не пройшов                               | не пройшов                               | не пройшов                               | не пройшов                               | не пройшов    |
| Рапіра серед маестро           | Жозеф-Огюст Мете             | пройшов      | вибув          | програв          | не пройшов                               | не пройшов                               | не пройшов                               | не пройшов                               | не пройшов                               | не пройшов                               | не пройшов    |
| Рапіра серед маестро           | Марсель Монтюель             | пройшов      | вибув          | програв          | не пройшов                               | не пройшов                               | не пройшов                               | не пройшов                               | не пройшов                               | не пройшов                               | не пройшов    |
| Рапіра серед маестро           | Мюллер                       | пройшов      | вибув          | програв          | не пройшов                               | не пройшов                               | не пройшов                               | не пройшов                               | не пройшов                               | не пройшов                               | не пройшов    |
| Рапіра серед маестро           | Пантен                       | пройшов      | вибув          | програв          | не пройшов                               | не пройшов                               | не пройшов                               | не пройшов                               | не пройшов                               | не пройшов                               | не пройшов    |
| Рапіра серед маестро           | Рене Рено                    | прошёл       | вибув          | програв          | не пройшов                               | не пройшов                               | не пройшов                               | не пройшов                               | не пройшов                               | не пройшов                               | не пройшов    |
| Рапіра серед маестро           | Жак Риннье                   | пройшов      | вибув          | програв          | не пройшов                               | не пройшов                               | не пройшов                               | не пройшов                               | не пройшов                               | не пройшов                               | не пройшов    |
| Рапіра серед маестро           | Франсі Сабурен               | пройшов      | вибув          | програв          | не пройшов                               | не пройшов                               | не пройшов                               | не пройшов                               | не пройшов                               | не пройшов                               | не пройшов    |
| Рапіра серед маестро           | Сам'як                       | пройшов      | вибув          | програв          | не пройшов                               | не пройшов                               | не пройшов                               | не пройшов                               | не пройшов                               | не пройшов                               | не пройшов    |
| Рапіра серед маестро           | Ернест Тассар                | пройшов      | вибув          | програв          | не пройшов                               | не пройшов                               | не пройшов                               | не пройшов                               | не пройшов                               | не пройшов                               | не пройшов    |
| Рапіра серед маестро           | Жозеф Фонтен                 | пройшов      | вибув          | програв          | не пройшов                               | не пройшов                               | не пройшов                               | не пройшов                               | не пройшов                               | не пройшов                               | не пройшов    |
| Рапіра серед маестро           | Берсен                       | програв      | не пройшов     | не пройшов       | не пройшов                               | не пройшов                               | не пройшов                               | не пройшов                               | не пройшов                               | не пройшов                               | не пройшов    |
| Рапіра серед маестро           | Еміль Буар                   | програв      | не пройшов     | не пройшов       | не пройшов                               | не пройшов                               | не пройшов                               | не пройшов                               | не пройшов                               | не пройшов                               | не пройшов    |
| Рапіра серед маестро           | Франсуа-Огюст Брюн-Бюіссон   | програв      | не пройшов     | не пройшов       | не пройшов                               | не пройшов                               | не пройшов                               | не пройшов                               | не пройшов                               | не пройшов                               | не пройшов    |
| Рапіра серед маестро           | Віневанхейм                  | програв      | не пройшов     | не пройшов       | не пройшов                               | не пройшов                               | не пройшов                               | не пройшов                               | не пройшов                               | не пройшов                               | не пройшов    |
| Рапіра серед маестро           | Луї Гарноті                  | програв      | не пройшов     | не пройшов       | не пройшов                               | не пройшов                               | не пройшов                               | не пройшов                               | не пройшов                               | не пройшов                               | не пройшов    |
| Рапіра серед маестро           | Жорж Доссі                   | програв      | не пройшов     | не пройшов       | не пройшов                               | не пройшов                               | не пройшов                               | не пройшов                               | не пройшов                               | не пройшов                               | не пройшов    |
| Рапіра серед маестро           | Жолл'є                       | програв      | не пройшов     | не пройшов       | не пройшов                               | не пройшов                               | не пройшов                               | не пройшов                               | не пройшов                               | не пройшов                               | не пройшов    |
| Рапіра серед маестро           | Анрі Кокелен                 | програв      | не пройшов     | не пройшов       | не пройшов                               | не пройшов                               | не пройшов                               | не пройшов                               | не пройшов                               | не пройшов                               | не пройшов    |
| Рапіра серед маестро           | Луї Кудур'є                  | програв      | не пройшов     | не пройшов       | не пройшов                               | не пройшов                               | не пройшов                               | не пройшов                               | не пройшов                               | не пройшов                               | не пройшов    |
| Рапіра серед маестро           | Густав Масселен              | програв      | не пройшов     | не пройшов       | не пройшов                               | не пройшов                               | не пройшов                               | не пройшов                               | не пройшов                               | не пройшов                               | не пройшов    |
| Рапіра серед маестро           | П'єторі                      | програв      | не пройшов     | не пройшов       | не пройшов                               | не пройшов                               | не пройшов                               | не пройшов                               | не пройшов                               | не пройшов                               | не пройшов    |
| Шабля                          | Жорж де ла Фалез             | пройшов      |                |                  | 4                                        | 4                                        | 4                                        | 1                                        | 6                                        | 1                                        |               |
| Шабля                          | Леон Тібо                    | пройшов      |                |                  | 4                                        | 4                                        | 4                                        | 2                                        | 5                                        | 2                                        |               |
| Шабля                          | Клод де Буасс'єр             | пройшов      |                |                  | 3                                        | 3                                        | 3                                        | 6                                        | 3                                        | 4                                        |               |
| Шабля                          | Моріс Бойсон                 | пройшов      |                |                  | 5-8                                      | 5-8                                      | 5-8                                      | не пройшов                               | не пройшов                               | не пройшов                               |               |
| Шабля                          | П'єр Жорж Луї д’Юже          | пройшов      |                |                  | 5-8                                      | 5-8                                      | 5-8                                      | не пройшов                               | не пройшов                               | не пройшов                               |               |
| Шабля                          | Гастон Дютертр               | пройшов      |                |                  | пройшов, був замінений іншим спорстменом | пройшов, був замінений іншим спорстменом | пройшов, був замінений іншим спорстменом | пройшов, був замінений іншим спорстменом | пройшов, був замінений іншим спорстменом | пройшов, був замінений іншим спорстменом |               |
| Шабля                          | Леон Лекюйе                  | пройшов      |                |                  | пройшов, був замінений іншим спорстменом | пройшов, був замінений іншим спорстменом | пройшов, був замінений іншим спорстменом | пройшов, був замінений іншим спорстменом | пройшов, був замінений іншим спорстменом | пройшов, був замінений іншим спорстменом |               |
| Шабля                          | Жан-Баптіст Ляфурсад-Кортіна | програв      |                |                  | не пройшов                               | не пройшов                               | не пройшов                               | не пройшов                               | не пройшов                               | не пройшов                               |               |
| Шабля                          | Касімір Семелень             | програв      |                |                  | не пройшов                               | не пройшов                               | не пройшов                               | не пройшов                               | не пройшов                               | не пройшов                               |               |
| Шабля                          | Фернан Семелень              | програв      |                |                  | не пройшов                               | не пройшов                               | не пройшов                               | не пройшов                               | не пройшов                               | не пройшов                               |               |
| Шабля серед маестро            | Франсуа Делібе               | пройшов      |                |                  | 3                                        | 5                                        | 2                                        | 4                                        | 3                                        | 4                                        |               |
| Шабля серед маестро            | Ксав'єр Анчетті              | пройшов      |                |                  | 4                                        | 4                                        | 3                                        | 6                                        | 2                                        | 5                                        |               |
| Шабля серед маестро            | Александр Шантеля            | пройшов      |                |                  | 5                                        | 3                                        | 4                                        | не пройшов                               | не пройшов                               | не пройшов                               |               |
| Шабля серед маестро            | Жорж Піноль                  | пройшов      |                |                  | 6                                        | 2                                        | 5                                        | не пройшов                               | не пройшов                               | не пройшов                               |               |
| Шабля серед маестро            | Франсуа-Огюст Брюн-Бюіссон   | пройшов      |                |                  | 6                                        | 1                                        | 6                                        | не пройшов                               | не пройшов                               | не пройшов                               |               |
| Шабля серед маестро            | Кам'є                        | пройшов      |                |                  | 7                                        | 2                                        | 5                                        | не пройшов                               | не пройшов                               | не пройшов                               |               |
| Шабля серед маестро            | Жорж Клап'є                  | пройшов      |                |                  | 7                                        | 0                                        | 7                                        | не пройшов                               | не пройшов                               | не пройшов                               |               |
| Шабля серед маестро            | Міделе                       | пройшов      |                |                  | 8                                        | 0                                        | 7                                        | не пройшов                               | не пройшов                               | не пройшов                               |               |
| Шабля серед маестро            | Антуан Алессандрі            | програв      |                |                  | не пройшов                               | не пройшов                               | не пройшов                               | не пройшов                               | не пройшов                               | не пройшов                               |               |
| Шабля серед маестро            | Берсен                       | програв      |                |                  | не пройшов                               | не пройшов                               | не пройшов                               | не пройшов                               | не пройшов                               | не пройшов                               |               |
| Шабля серед маестро            | Жозеф-Марі Габр'єль          | програв      |                |                  | не пройшов                               | не пройшов                               | не пройшов                               | не пройшов                               | не пройшов                               | не пройшов                               |               |
| Шабля серед маестро            | Дамбрема                     | програв      |                |                  | не пройшов                               | не пройшов                               | не пройшов                               | не пройшов                               | не пройшов                               | не пройшов                               |               |
| Шабля серед маестро            | Даржейн                      | програв      |                |                  | не пройшов                               | не пройшов                               | не пройшов                               | не пройшов                               | не пройшов                               | не пройшов                               |               |
| Шабля серед маестро            | де ля Мед                    | програв      |                |                  | не пройшов                               | не пройшов                               | не пройшов                               | не пройшов                               | не пройшов                               | не пройшов                               |               |
| Шабля серед маестро            | Анрі Кокелен                 | програв      |                |                  | не пройшов                               | не пройшов                               | не пройшов                               | не пройшов                               | не пройшов                               | не пройшов                               |               |
| Шабля серед маестро            | Офор                         | програв      |                |                  | не пройшов                               | не пройшов                               | не пройшов                               | не пройшов                               | не пройшов                               | не пройшов                               |               |
| Шабля серед маестро            | Флао                         | програв      |                |                  | не пройшов                               | не пройшов                               | не пройшов                               | не пройшов                               | не пройшов                               | не пройшов                               |               |

### Футбол

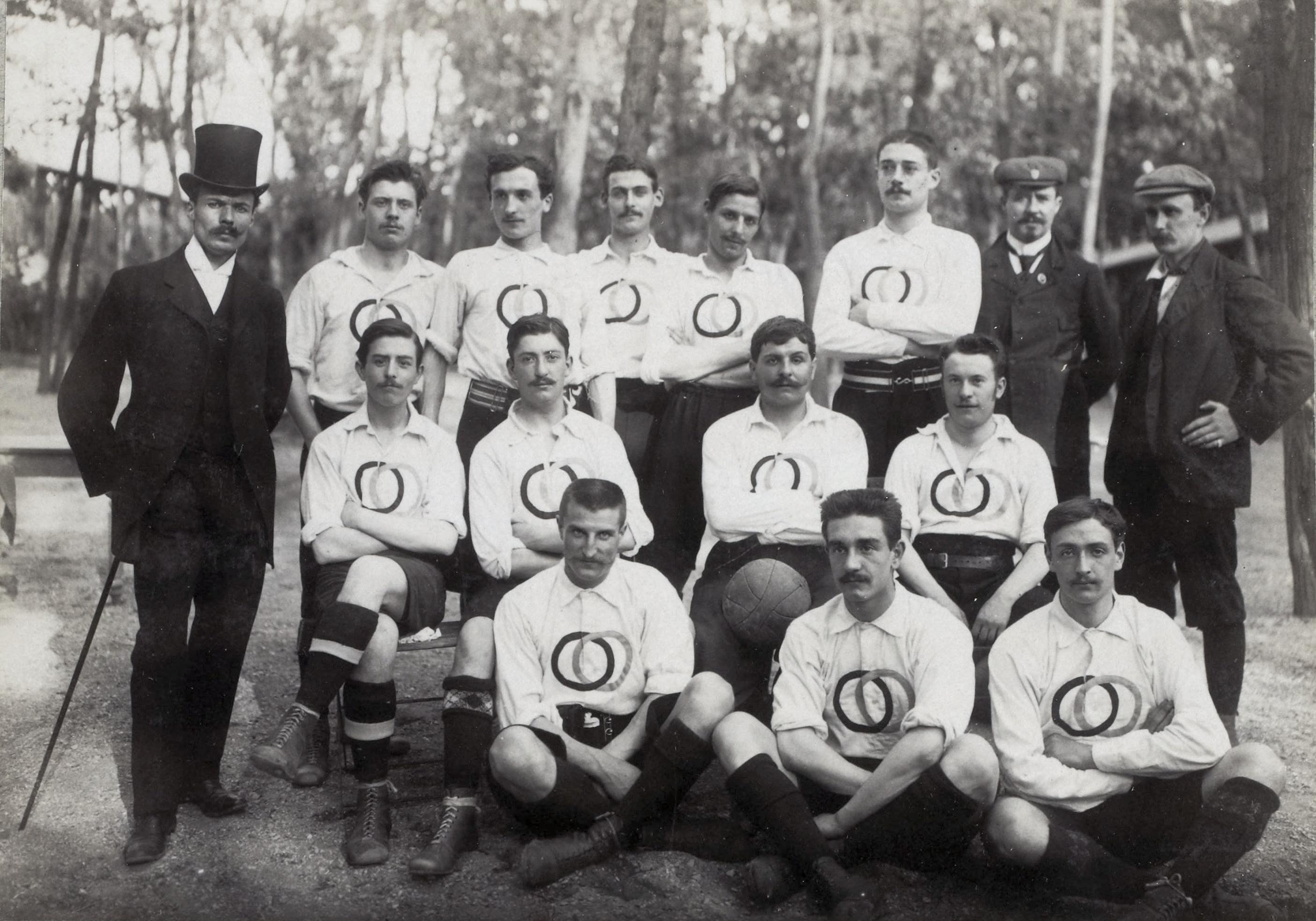
Збірна Франції по футболу

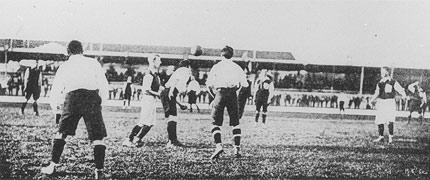
Франція проти Великої Британії

Склад команди
| Гравець         | Матчів | Голів |
| --------------- | ------ | ----- |
| П'єр Альман     | 2      | 0     |
| Луї Бак         | 2      | 0     |
| Альфред Блок    | 2      | 0     |
| Віржіль Гайяр   | 2      | 0     |
| Жорж Гарн'є (к) | 2      | 0     |
| Р. Гранжан      | 1      | 0     |
| Р. Дюпар        | 1      | 0     |
| Фернан Канель   | 2      | 0     |
| Марсель Ламбер  | 2      | 1     |
| Моріс Макен     | 2      | 0     |
| Гастон Пельт'є  | 1      | 2     |
| Ежен Фрайс      | 1      | 0     |
| Люс'єн Юто      | 2      | 0     |

Змагання
| Місце | Команда         | И | В | П | ГЗ | ГП |
| ----- | --------------- | - | - | - | -- | -- |
| 1     | Велика Британія | 1 | 1 | 0 | 4  | 0  |
| 2     | Франція         | 2 | 1 | 1 | 6  | 6  |
| 3     | Бельгія         | 1 | 0 | 1 | 2  | 6  |